# Kaisersteinbruch

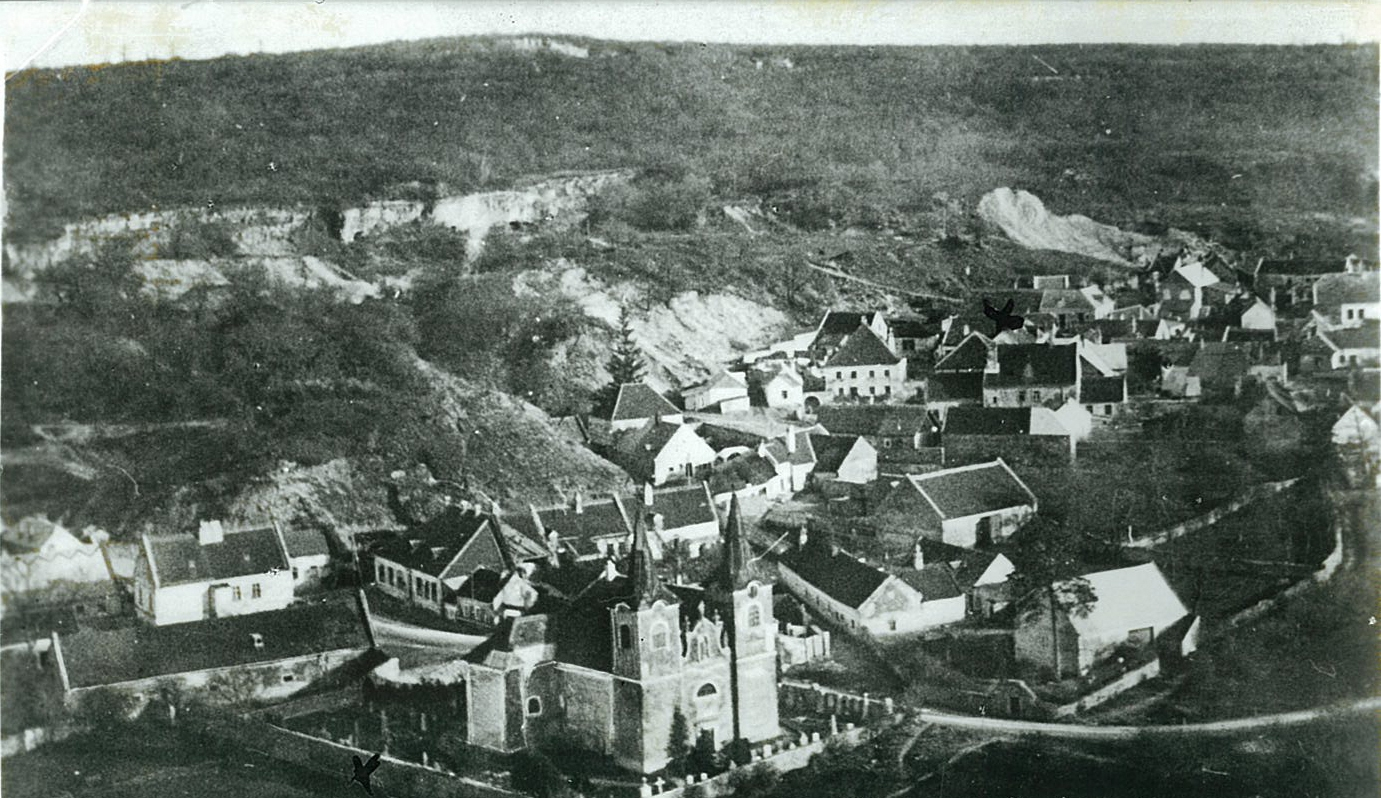
Canteras alrededor de 1900

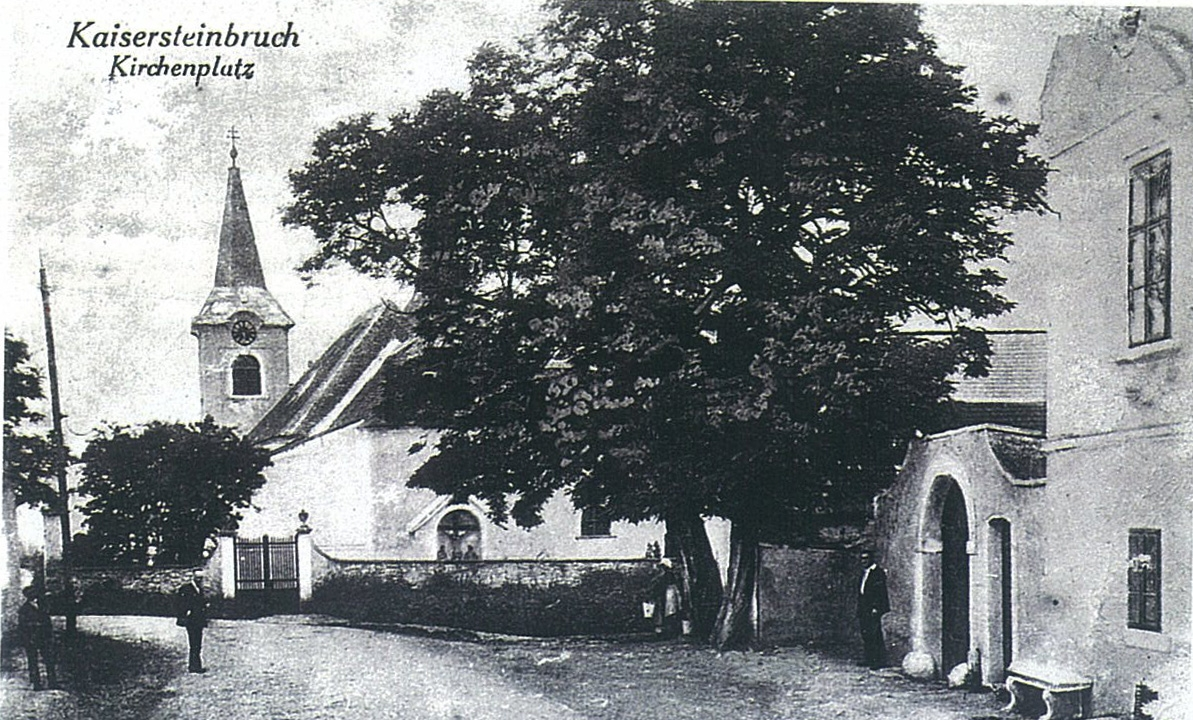
Plaza de la iglesia alrededor de 1900

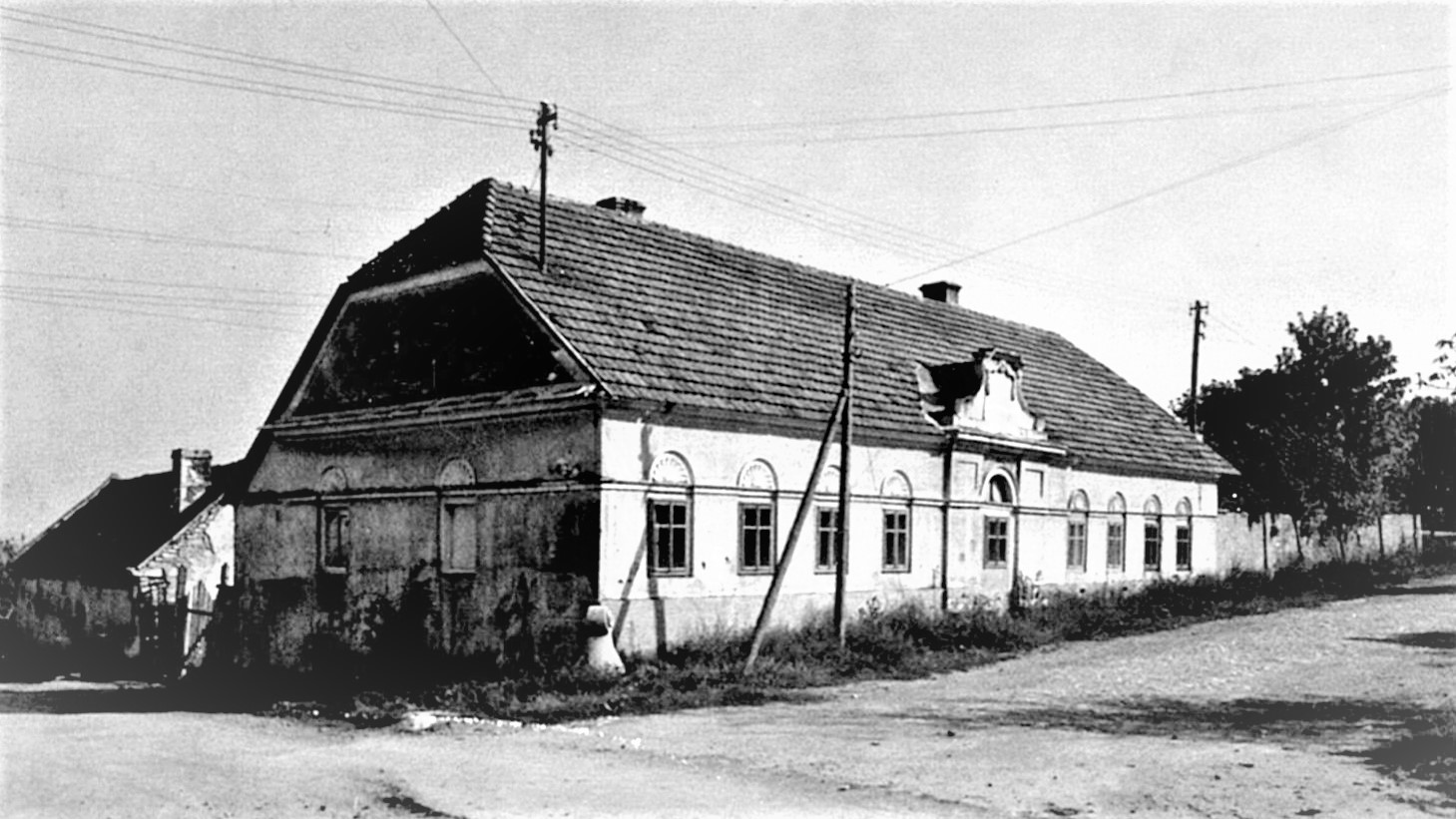
Antigua Casa Pansipp, casa del guardabosques

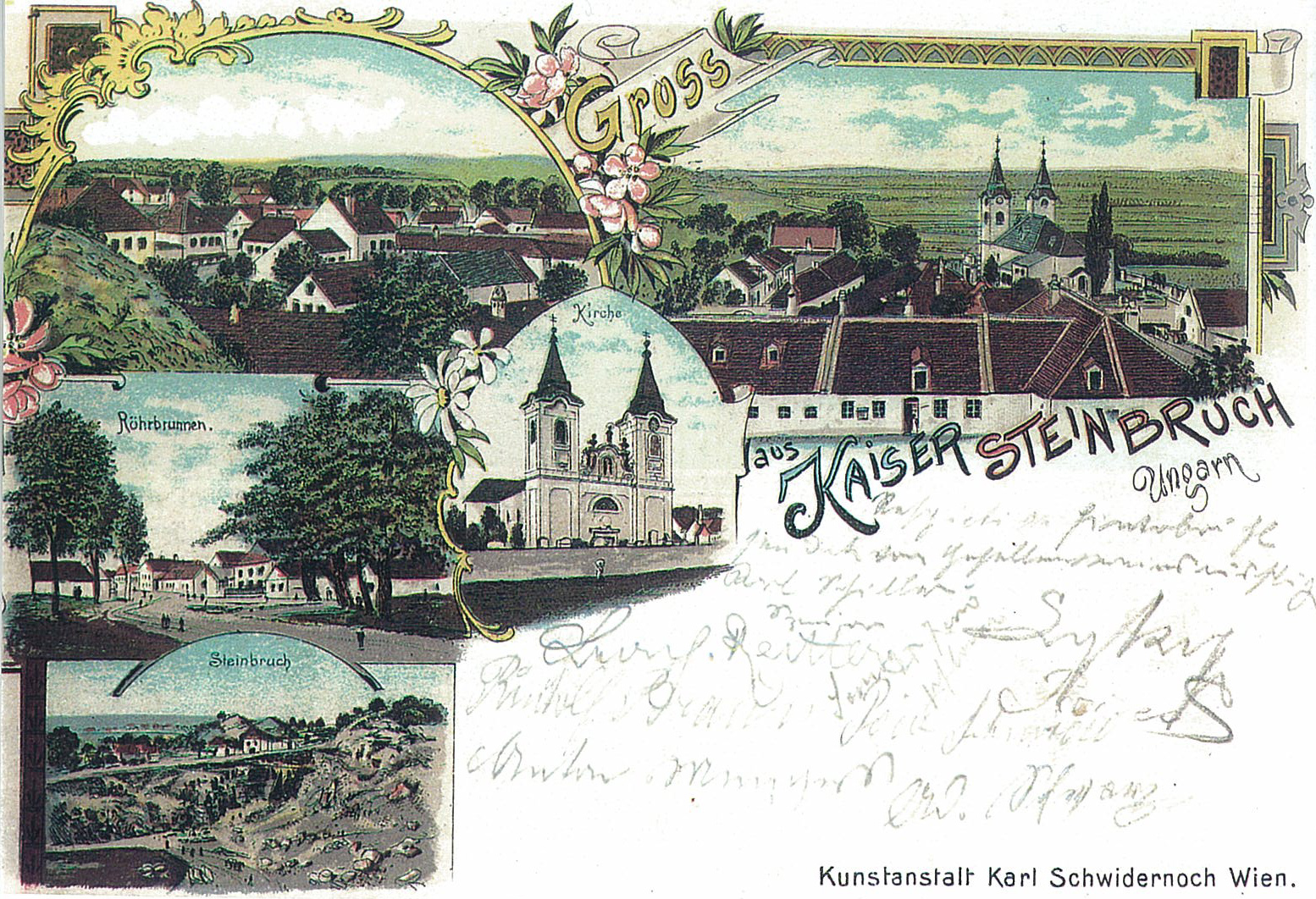
Postal de 1902

Kaisersteinbruch ( en húngaro: Császárkőbánya ), en español: Cantera Imperial, es una localicalidad en el área del municipio catastral del mismo nombre, en Bruckneudorf, distrito de Neusiedl am See en Burgenland .
El asentamiento, construido en las laderas boscosas noroccidentales de las montañas del Leitha, estuvo marcado por la piedra caliza desde la antigüedad. En 1551, el emperador Carlos V reunió a canteros y escultores italianos en las canteras, lo que creó un centro de alta cantería.
Debido a la larga duración de las guerras turcas, los canteros alemanes se hicieron cargo de la cofradía de canteros de Kaisersteinbruch y se casaron con las familias Walhaz. Tras la victoria sobre los turcos, fueron sobre todo los arquitectos Johann Bernhard Fischer von Erlach, su hijo Joseph Emanuel Fischer von Erlach y Johann Lukas von Hildebrandt, así como el maestro cantero Elias Hügel, quienes determinaron con sus edificios la imagen de la ciudad imperial de Viena.

## Prehistoria y protohistoria

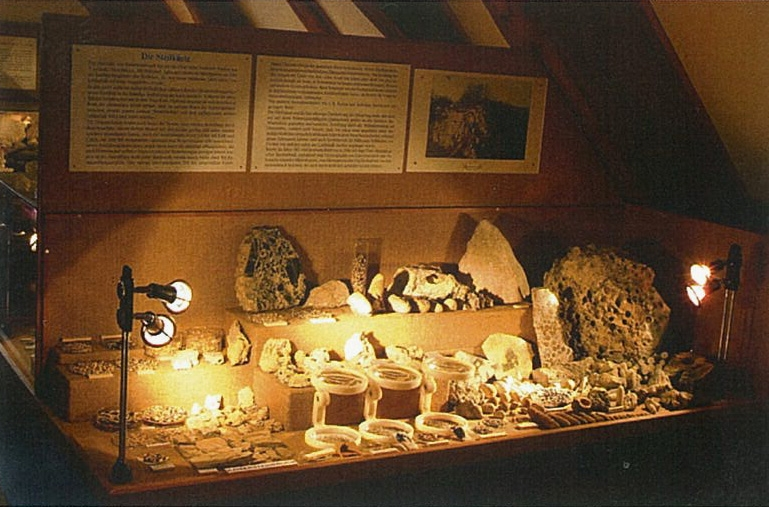
Hallazgos en la Cantera Azul, vitrina en el Museo Mannersdorf

En la Cantera Azul (en alemán: Blauer Bruch) de las montañas del Leitha, en la zona de entrenamiento militar, se encuentran huesos y dientes que permiten sacar conclusiones sobre los animales marinos que vivieron aquí hace 15 millones de años: tiburones, manatíes, ballenas dentadas y ballenas barbadas. En tierra: palmeras, abetos de agua, olmos de agua, pinos y plátanos representaban la flora en la que se encontraban monos, cocodrilos, rinocerontes y tortugas. El notable hallazgo en la cantera de Einsiedler-Bruch de una falange de un hueso de un dedo de un ungulado "muy extraño, sin parentesco actual": Ancylotherium. Se conserva en el Museo de Historia Natural de Viena.
Una punta de flecha en una vértebra de caballo, encontrada en una cueva de la cantera azul, prueba de la existencia de los caballos domésticos pesados más antiguos, documenta los primeros rastros de asentamiento en la Edad de Hierro (800 a 700 a. C.) y se conserva en el Landesmuseum Burgenland (Museo del Estado Federal de Burgenland).

## Castro romano
En 1903, el arqueólogo Maximilian Groller von Mildensee encontró tres capas de asentamientos en el suelo del monasterio de Öden durante unas excavaciones. En la parte inferior se encontraban los restos de una finca romana (casa solariega, restos de edificios con sistema de calefacción). La calzada romana desde Carnuntum pasaba por delante de estos edificios sobre la montaña del Leitha.

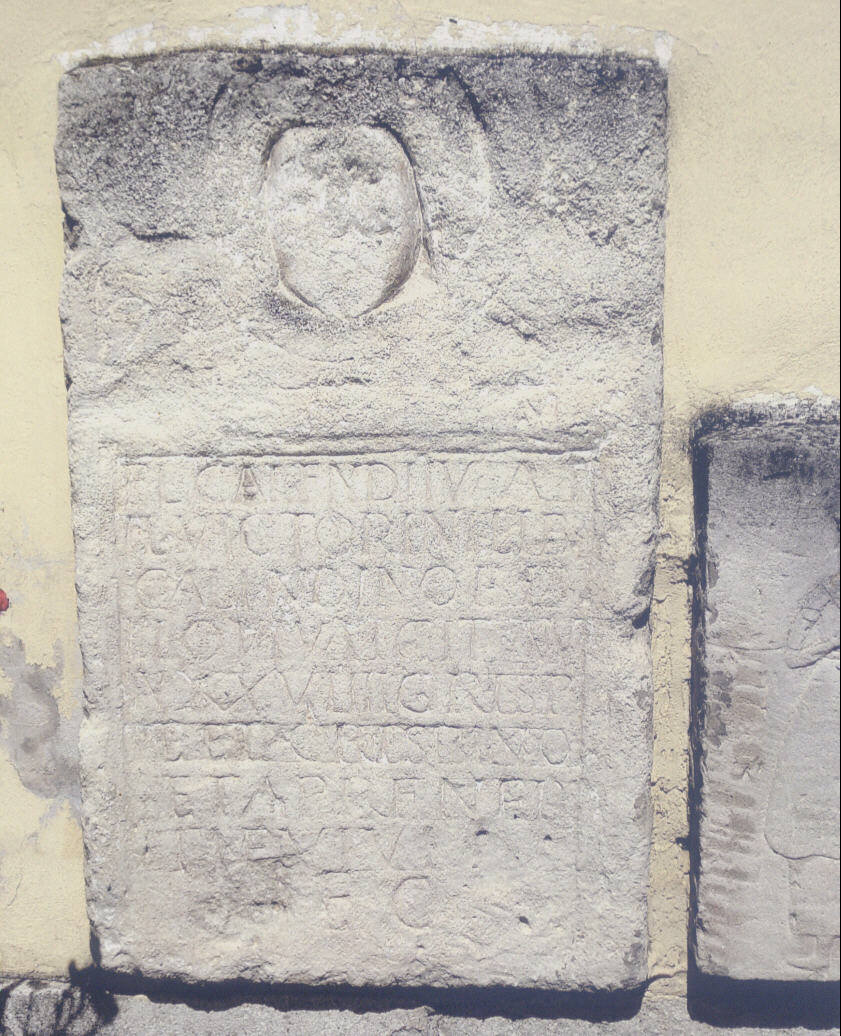
Lápida romana
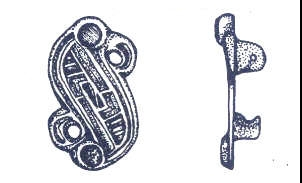
Fíbula lombarda, 26,5mm altura, 15mm anchura

Era parte de la protohistórica Ruta del Ámbar que conectaba el Mar Báltico y el Mar Adriático. Cerca de la villa romana se construyó un cementerio lombardo en el siglo VI.
Alrededor del año 800, se edificó un patio real a través de las murallas romanas, fortificado con una torre cuadrada y atrincheramientos, como los que servían a los emperadores de la época carolingia que aún no tenían una residencia fija, como aposento y lugar para comer durante sus viajes por el imperio. Más tarde, la zona pasó a ser propiedad de los reyes húngaros.

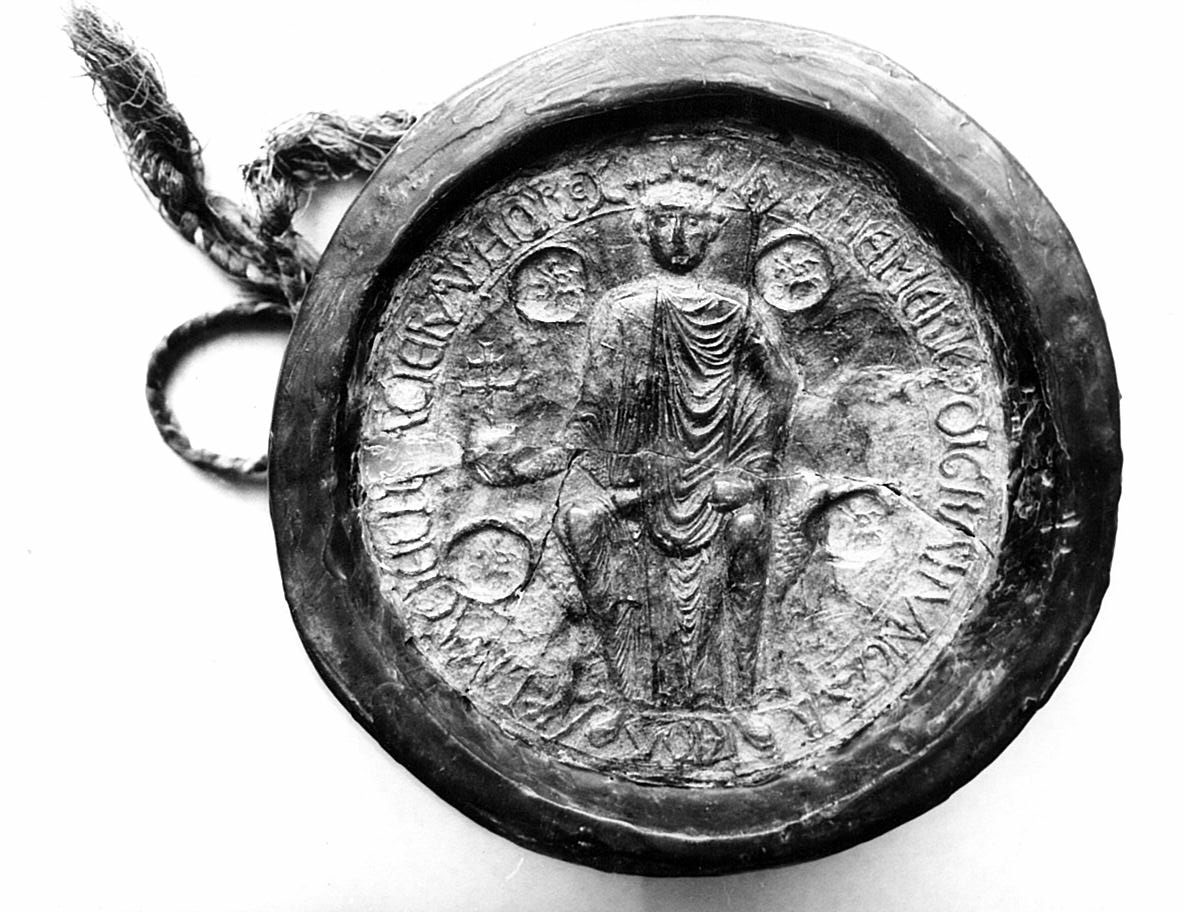
Sello de la escritura de donación de 1203

## Donaciones reales a los cistercienses
El rey Imre donó Kaisersteinbruch a los cistercienses de Heiligenkreuz en 1203. El monasterio era más rico en fundaciones en Hungría que en Austria por lo que consideró mudarse al oeste de Hungría entre 1206 y 1209. 
Se inició la construcción de una gran iglesia en los terrenos de la corte real, pero el conjunto quedó inacabado.
La donación de 1203 fue repetidamente confirmada a los cistercienses. En 1317, el rey Carlos Roberto de la Casa de Anjou también renovó los derechos y libertades del asentamiento.
Tras la destrucción de la corte real por los turcos en 1529, el abad Johann V hipotecó la finca por 50 años en 1531. Durante este tiempo, el asentamiento se deterioró. En 1937 se derrumbó la última ventana gótica del monasterio de Öden. Durante las inspecciones de la cantera en la década de 1990, todavía eran visibles restos del muro con bordes afilados; éstos han sido finalmente eliminados por los ejercicios militares.

## Piedra de Kaisersteinbruch – "Kaiserstein"
La excavación de la finca romana y las lápidas, entre otras en el Palacio Königshof, atestiguan que los romanos ya extraían y trabajaban las piedras aquí. Un ejemplo especial es la lápida de Tito Calidio Severo de Carnuntum en la Colección de Antigüedades Clásicas del Museo de Historia del Arte de Viena. 
El Kaisersteinbruch no se entiende como una sola cantera, sino varias dependiendo de la situación del pedido. En 1901 y 11912, se recogieron datos técnicos de las canteras Buchthal, Wald (Ödenkloster),  Kapellen, Haus y Teuschl. También se mencionaron las canteras de Zeiler, Pansipp, Amelin, Kaiserstein, Blauer, mármol negro, Kavernen y Winkler, así como Alter Teuschl, Gesellschaft, Kovel, Theresien, Salzleck y Kobaldischer. Un relato contemporáneo dice: “El pequeño pueblo está completamente rodeado de canteras y sus casas están casi completamente socavadas." 

### Sello de artesanía

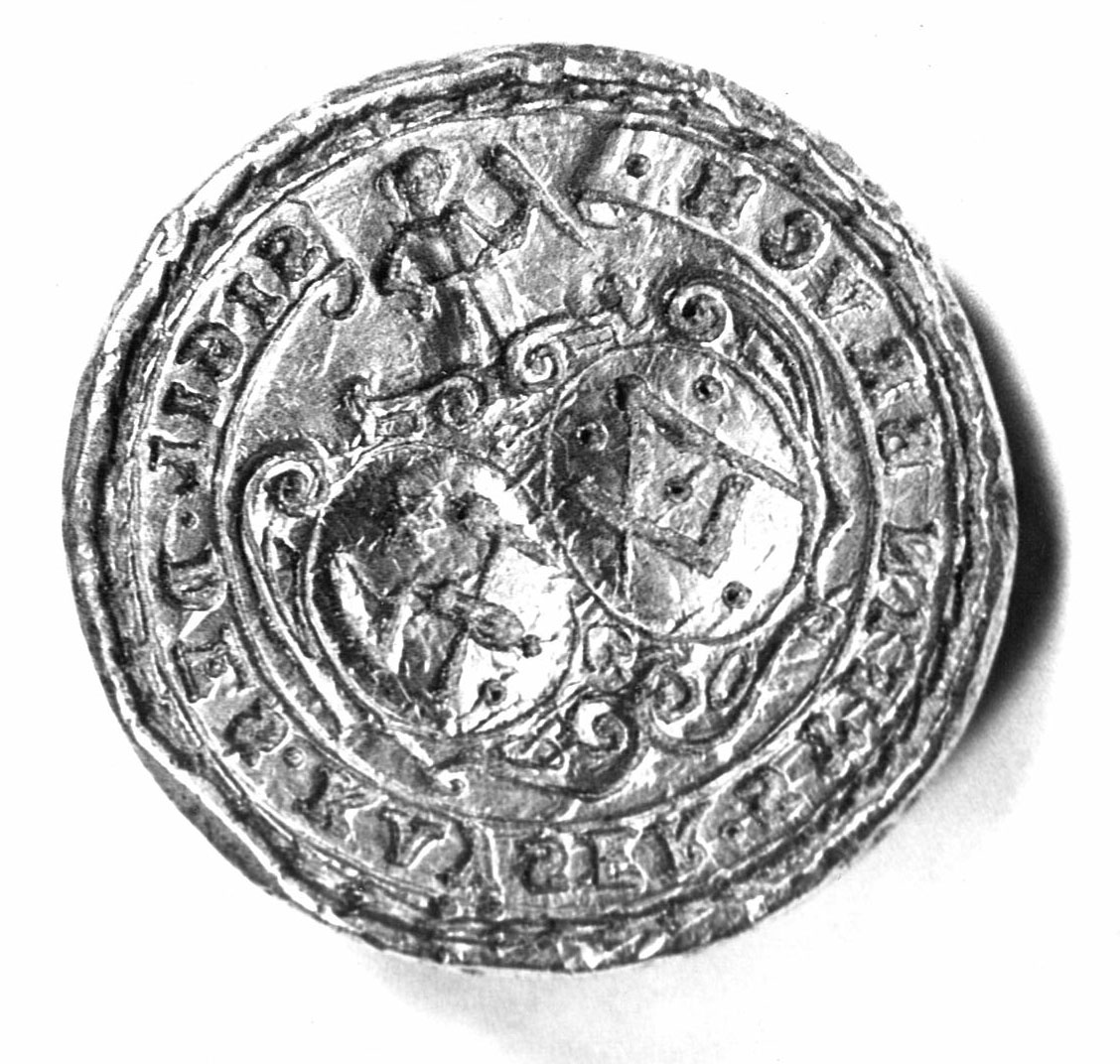
Sello de Kayser Steinbruch, siglo XVII, a partir de 1617
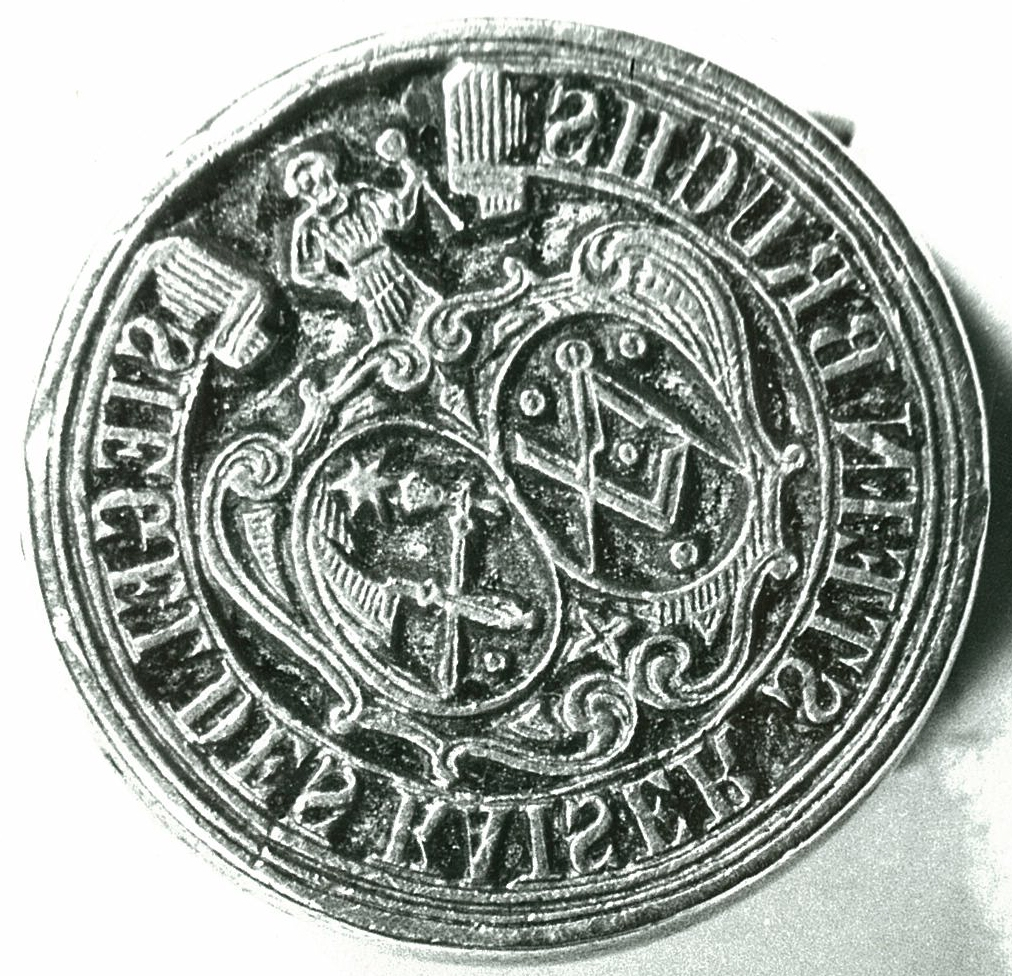
Sello de Kaiser Steinbruch, siglo XVIII
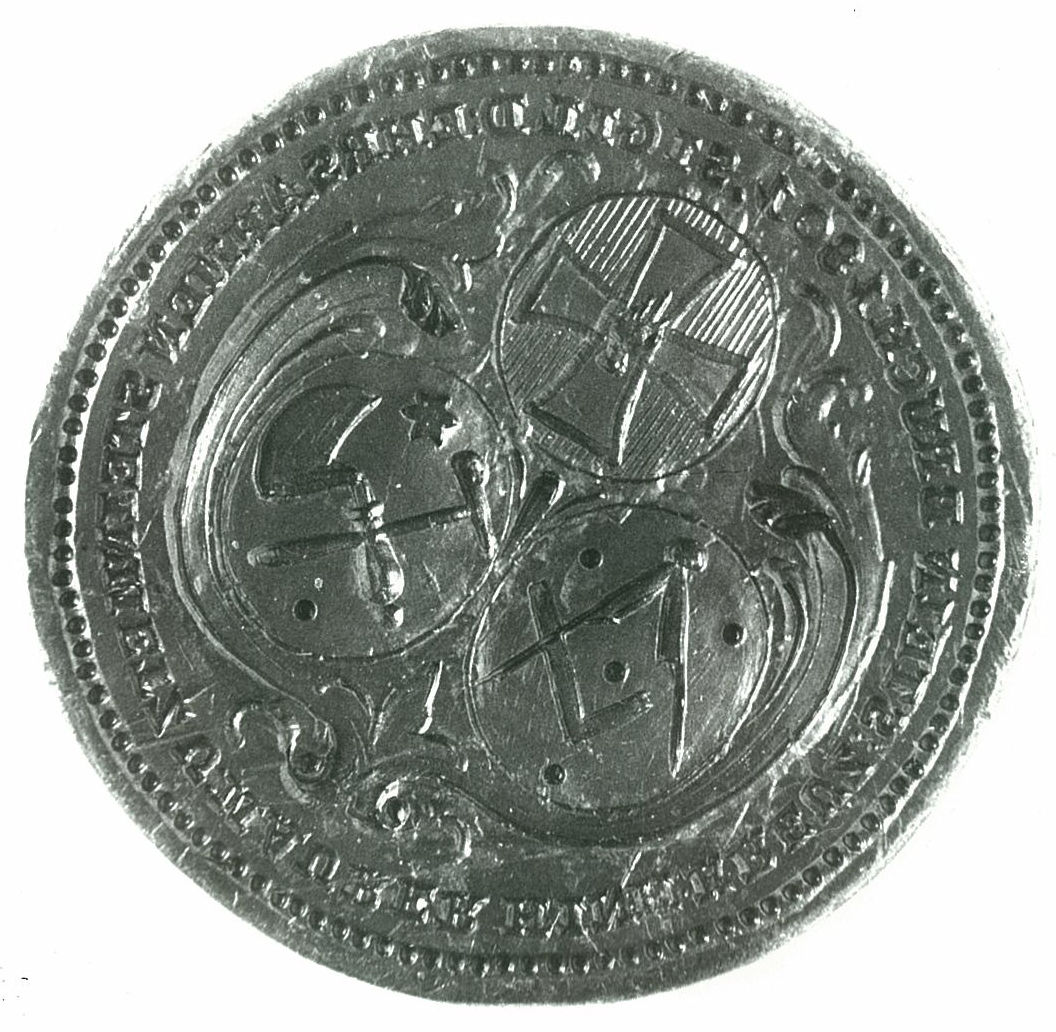
Sello de los honorables canteros y albañiles en la cantera de  Heiligenkreuz, 1801
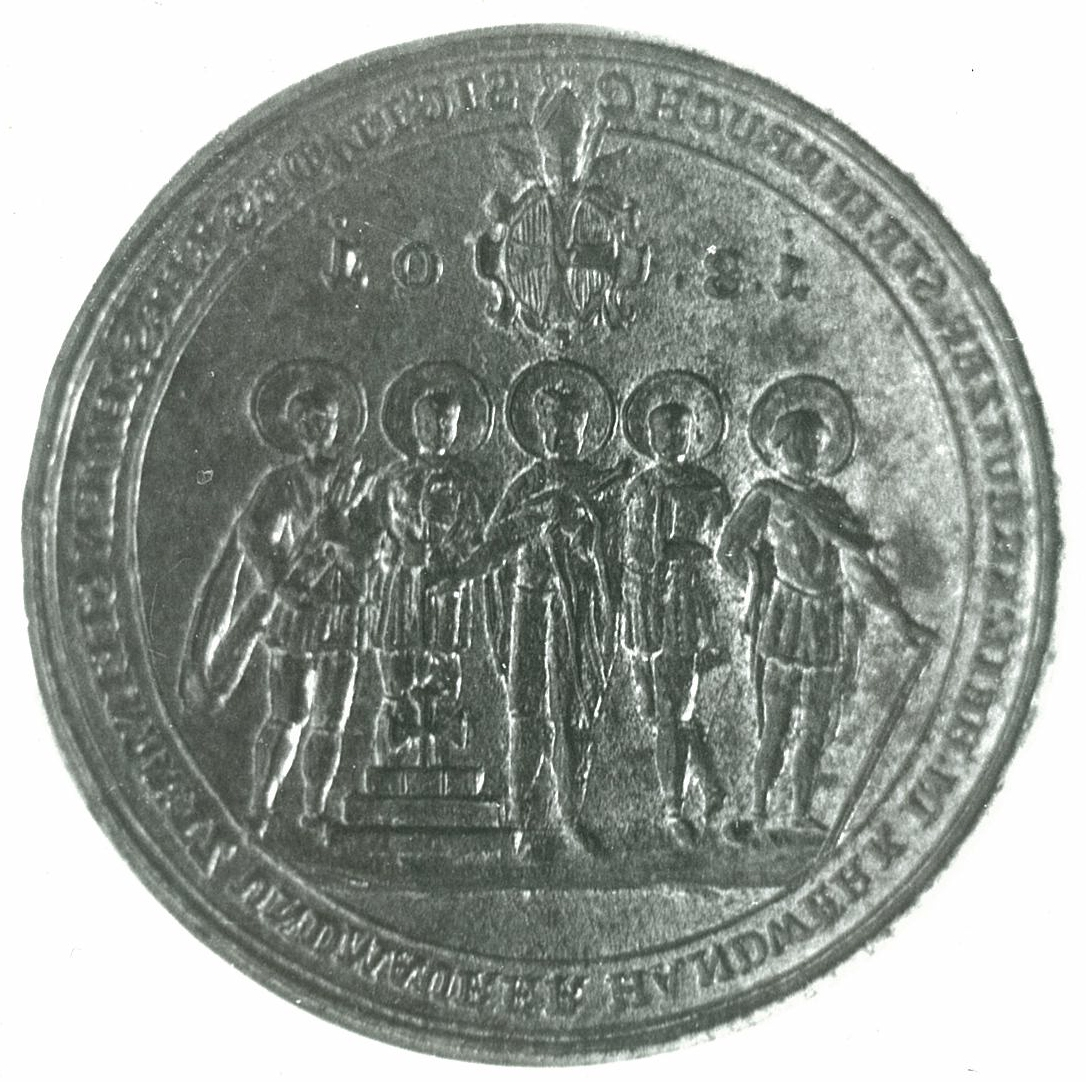
Sello de los honorables canteros y albañiles en la cantera de Heiligenkreuz, 1801

Los dos sellos de 1801 muestran que el gobierno pudo imponer la denominación de cantera de Heiligenkreuz (de la Santa Cruz) en lugar de Kaisersteinbruch (del Emperador).

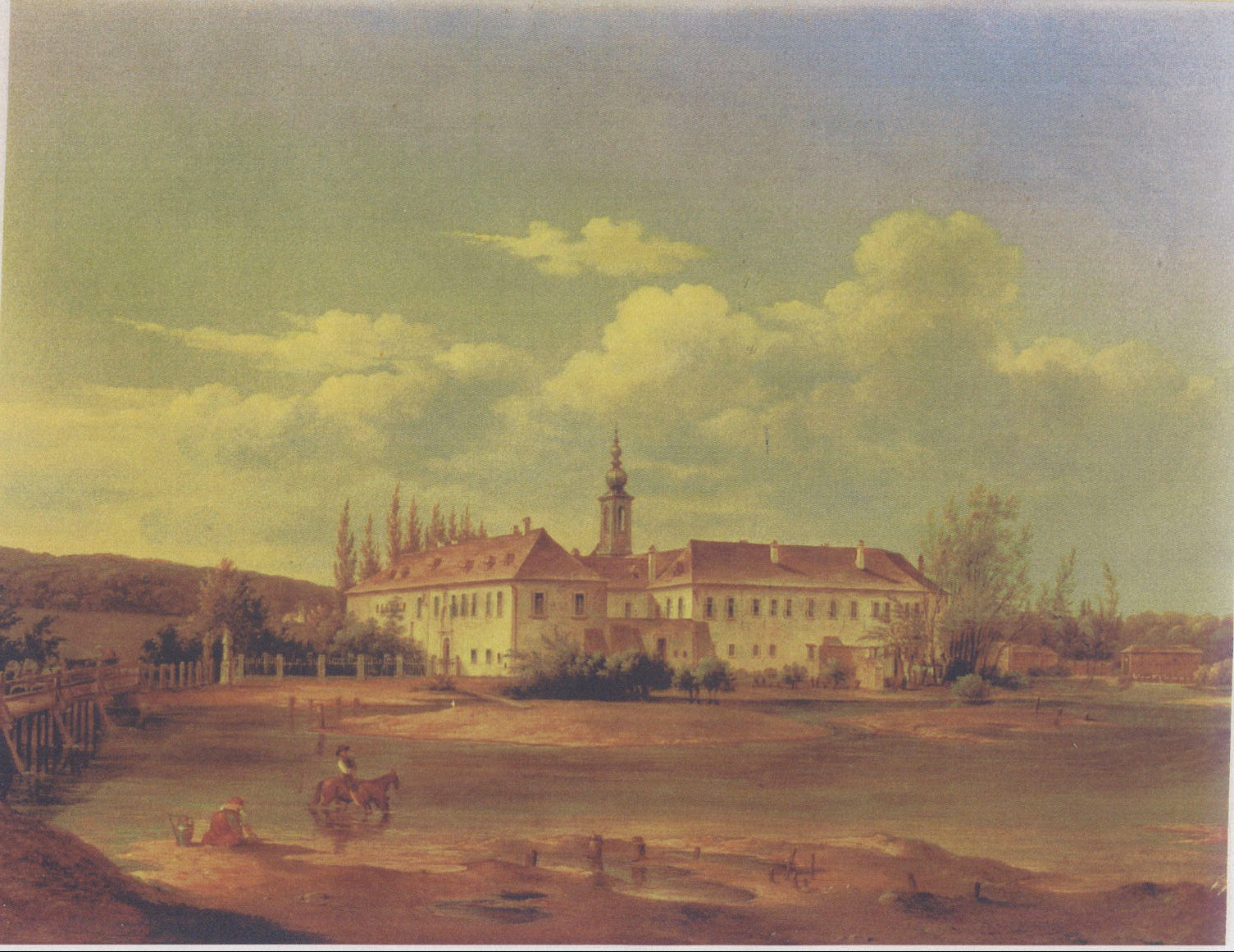
Corte Real, pintura de Theodor Festorazzo (1800–1862)

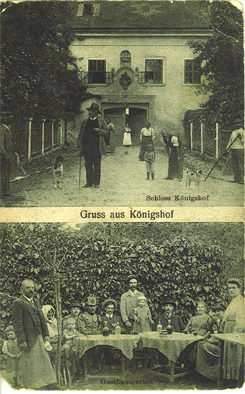
Centro administrativo en el Palacio Königshof

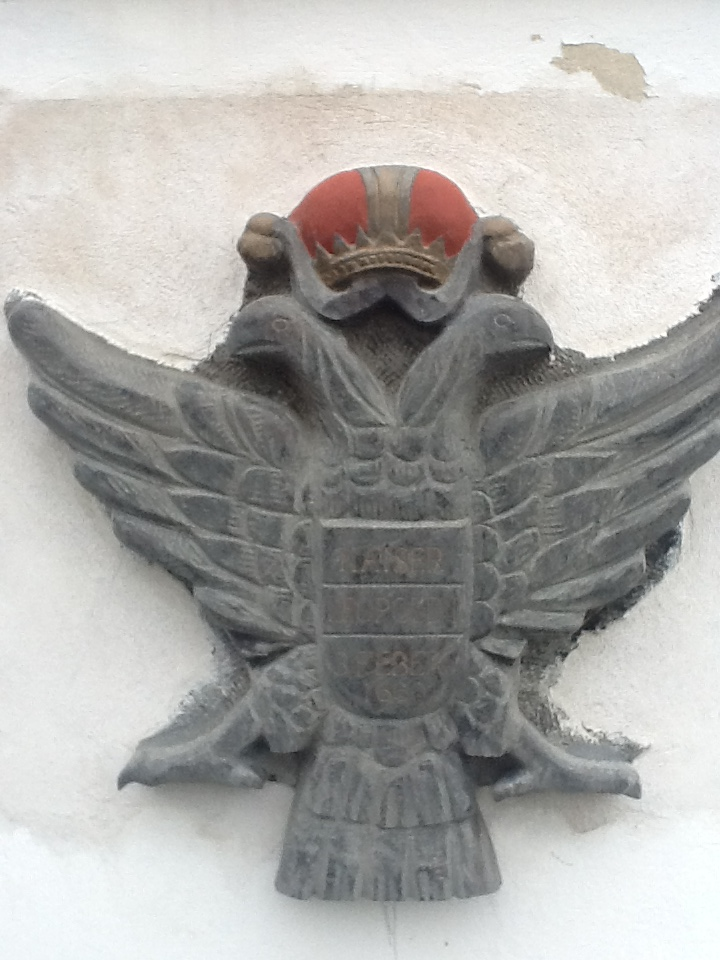
Salvaguardia, Águila de Leopoldo I

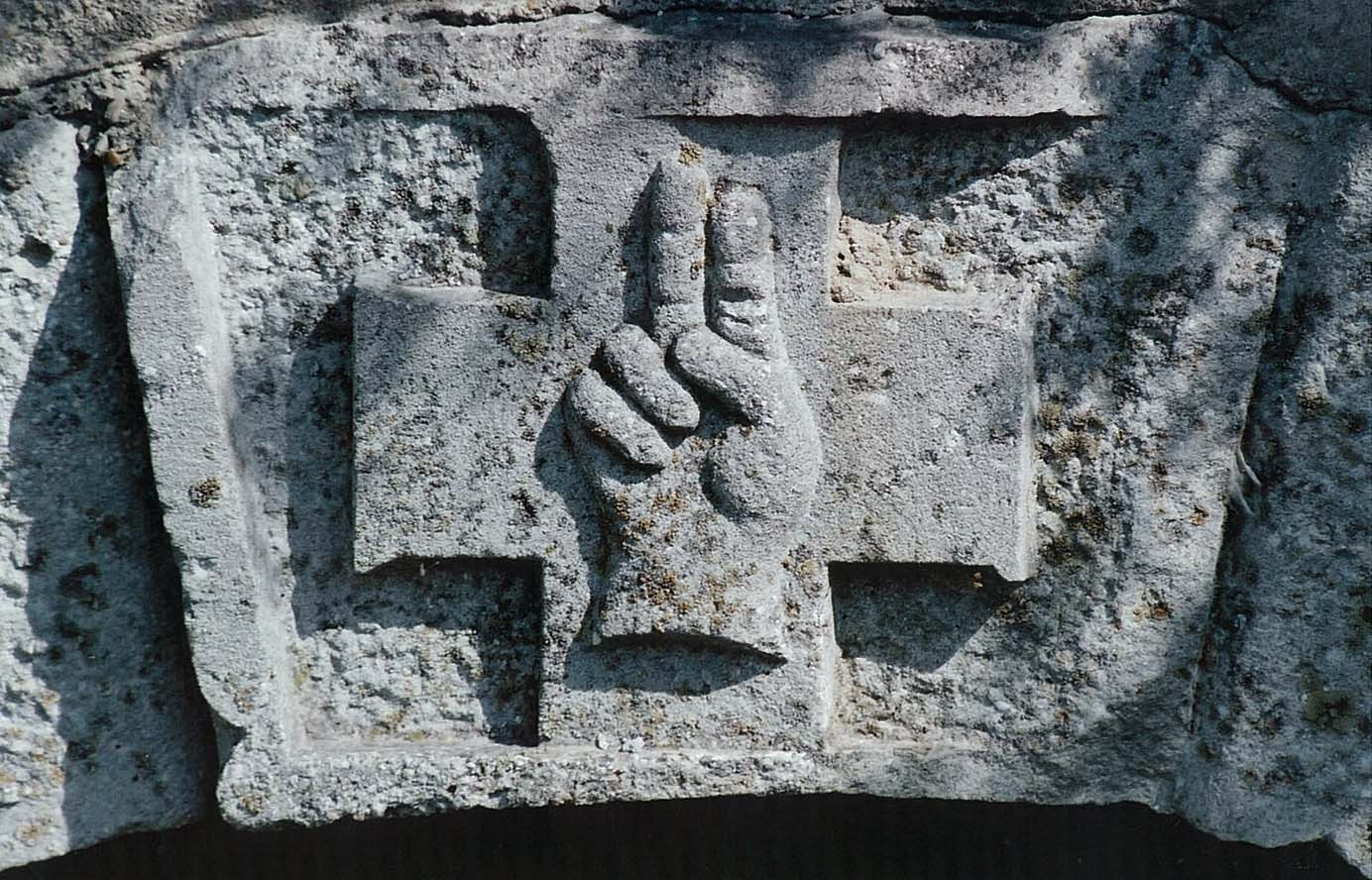
Mano del Juramento de Heiligenkreuz (Santa Cruz)

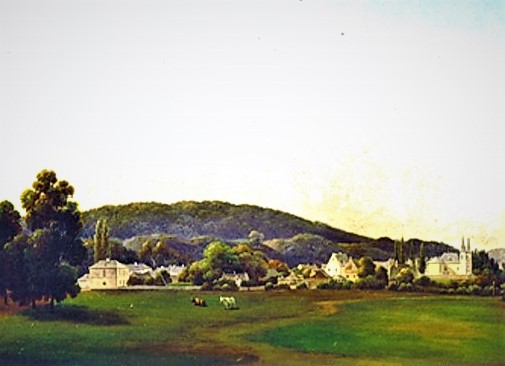
Cantera imperial, pintura de Festorazzo

### Gremio de canteros independiente"Viertellade"que incorpora las localidades de Jois, Winden y Sommerein
El 13 de junio de 1576, durante la construcción del palacio Neugebäude, se menciona en un documento "la nueva cantera de Leythaberg" por primera vez.
En 1617, la cofradía de los maestros canteros de Kaisersteinbruch recibió el estatus de Viertellade (un taller dependiente del gremio principal), que fue asignado al Hauptlade (gremio principal) de Wiener Neustadt. A la Viertellade pertenecían el gremio de canteros de Sommerein (hasta 1783, luego en Bruck an der Leitha), Winden am See y Jois (hasta el final). El privilegio imperial del Código de los Oficios (normas artesanales) regulaba la convivencia. Sobre todo, las reuniones periódicas del gremio eran una contrariedad para el señorío, el monasterio de Heiligenkreuz, ya que estos maestros italianos sólo estaban sometidos al emperador romano. Se pusieron bajo la protección del gobernante supremo como representante de Dios en la tierra y de ninguna otra autoridad.

### Un lugar de trabajo importante
También vinieron muchos profesionales de la construcción de la colindante Hungría, del archiducado vecino de Baja Austria, Alta Austria, Estiria, Carintia, Baviera y Franconia, sobre todo desde mediados del siglo XVII, tras la petición del emperador Leopoldo I de Habsburgo, para un nuevo asentamiento: (abreviado) "Es conocido por todos que, debido a la invasión hostil de los turcos, la tierra de Austria bajo el río Enns ha sido devastada y despoblada hasta el punto de que escasea la mano de obra, especialmente los artesanos, ... albañiles, canteros, ... habrá una gran escasez en la ciudad de Viena y en el campo. Los maestros artesanos y los oficiales, vengan de donde quieran, pueden trabajar sin trabas en los gremios ubicados en el campo.

## Administración de la abadía en el palacio de Königshof
Desde el 1 de enero de 1601 hasta 1912, el palacio de Königshof albergó la administración señorial de las propiedades circundantes de la abadía de Heiligenkreuz. La máxima autoridad era el administrador como representante del abad. Los conflictos surgieron cuando los canteros quisieron ejercer sus libertades artesanales, aunque ahora estaban sujetos a la administración de la abadía. El 8 de junio de 1634, día de juicio en la cantera, el abad Michael Schnabel presentó el primer Libro de Prohibiciones (en alemán: Bannbüchel). André Ruffini se convirtió en el primer juez.
"Los habitantes del pueblo de Steinbruch en Hungría se negaban a someterse al monasterio desde 1608 pero el abad Michael supo reconducirlos al deber de obediencia en 1653 actuando con sabiduría". La llamada disputa del águila por la colocación del águila imperial en el pueblo y en la torre de la iglesia culminó en 1652 con la consagración de la iglesia. El 13 de diciembre de 1650, el emperador Fernando III confirmó el código artesanal con la imagen de la gran bandera gremial para el gremio de Kaisersteinbruch.

## Exención de alojamiento de las tropas
Los canteros consiguieron hacerse oír por el emperador Fernando III, quien eximió a los maestros André Ruffini, Pietro Maino Maderno, Hieronymus Bregno, Ambrosius Regondi y Domenicus Petruzzy de todos los deberes y servicios públicos, permitiéndoles exhibir el águila imperial en sus casas. La confirmación tuvo lugar el 5 de diciembre de 1646.
En 1660, el emperador Leopoldo I de Habsburgo concedió a la cofradía de Kaisersteinbruch el privilegio de la salvaguardia: estar exentos, para ellos y sus descendientes, de cualquier alojamiento de tropas.
En 1661, la sala de la corte (en alemán: "Hofkammer") húngara se quejó de que los habitantes de Kaisersteinbruch no pagaban los derechos de aduana por sus piedras. En la Monarquía de los Habsburgo, la Hofkammer era la autoridad financiera central para recaudar los ingresos y cubrir los gastos de la Corte y del Estado. De manera que el 14 de agosto de 1708, se estableció en el pueblo una oficina: la Dreißigstamt, como estación de peaje y aduana a lo largo de la frontera entre Austria bajo el Enns y Estiria, por un lado, y Hungría, por otro.

## Invasión turca en 1683
"No se puede describir la confusión y el miedo que hay en estos lugares a causa de los tártaros que vagan".  Muchos de los habitantes de Kaisersteinbruch lo dejaron todo, algunos fueron a la fortaleza de Trautmannsdorf, Baja Austria, mientras que la mayoría se escondió en la cantera de Einsiedler y sus alrededores. En general, la invasión turca causó daños considerables en edificios y cultivos, incluida la sede administrativa de Heiligenkreuz en Königshof. Los derechos e impuestos recaudados posteriormente supusieron una carga para los súbditos, de manera que estos se negaron de nuevo a pagar el derecho de aduana, el llamado Dreißigstamt, prescrito por la cámara de la corte húngara para la exportación de sus piedras.

## Localidad con derecho de mercado
Kaisersteinbruch era de difícil acceso desde el lado húngaro pero el auge del comercio de la cantera atrajo también otras ramas de la economía, siendo gracias a esta demanda que se le concedieron los llamados derechos de mercado, pasando a ser una ciudad de mercado. Se convirtió en un punto de contrabando fronterizo a finales del siglo XVII, por lo que se acabó estableciendo una filial de la aduana fronteriza real de Dreißigstamt. El día de mercado, los gobernantes contaron 56 artesanos y comerciantes. Estos mercados atrajeron a gente de cerca y de lejos a Kaisersteinbruch, convirtiéndose así en otro pilar de la prosperidad económica. El pueblo de Kaisersteinbruch existió hasta 1970, apareciendo por primera vez en el "Pequeño mapa de la Baja Austria" de 1687 de Georg Matthäus Vischer. (Biblioteca del Estado Federal de Baja Austria, colección de mapas A IV 78)

## Templo masónico Kaisersteinbruch 1695

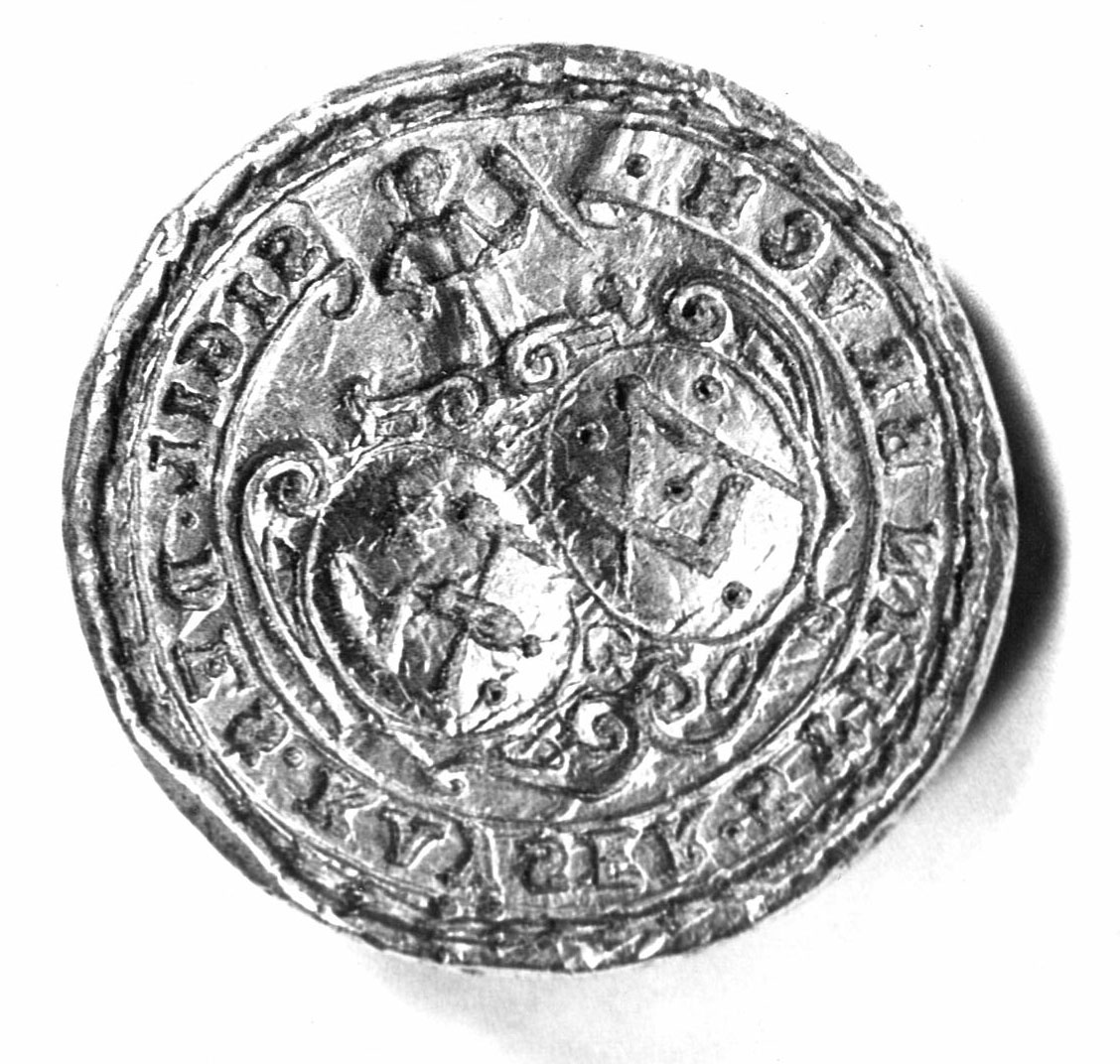
Sello del Kayser Steinbruch a partir de 1617

En el sello muestra el signo gremial de los canteros, escuadra y compás, que también fue adoptado por la primera Gran Logia de masones de Inglaterra en 1723 como símbolo de su asociación.
El detalle del cuadro Kaisersteinbruch de Theodor Festorazzo, encargado en 1847 por el gobernante a la abadía de Heiligenkreuz, muestra el templo.

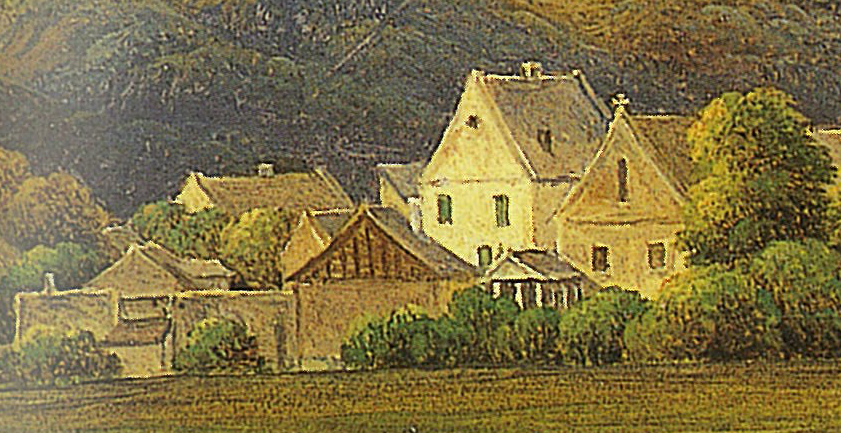
Vista detallada con el templo romano

La lápida de la tumba del maestro cantero Martin Trumler, de 1705, está decorada con el símbolo masónico y proporciona así una referencia importante. 
El pintor de la Academia de Bellas Artes de Viena Stefan Riedl representa la fundación de la logia masónica en Kaisersteinbruch. La base espiritual era: PICTORIBUS ATQVE POETIS QVIDLIBET AVDIENDI SEMPER FVIT AEQVA POTESTAS (cita de Horacio);  "Los pintores y los poetas siguen con razón sus audaces inspiraciones". La parte superior representa a la Santísima Trinidad, Leonardo da Vinci, Miguel Ángel, Vitruvio, Platón, Palladio y Pitágoras. Las dos columnas que bordean la hoja: a la izquierda la mano del juramento cisterciense, en la base el símbolo masónico (como en el epitafio de Martin Trumler), a la derecha el águila bicéfala imperial (que indica el privilegio de Salvaguardia o del Águila Negra para Kaisersteinbruch).

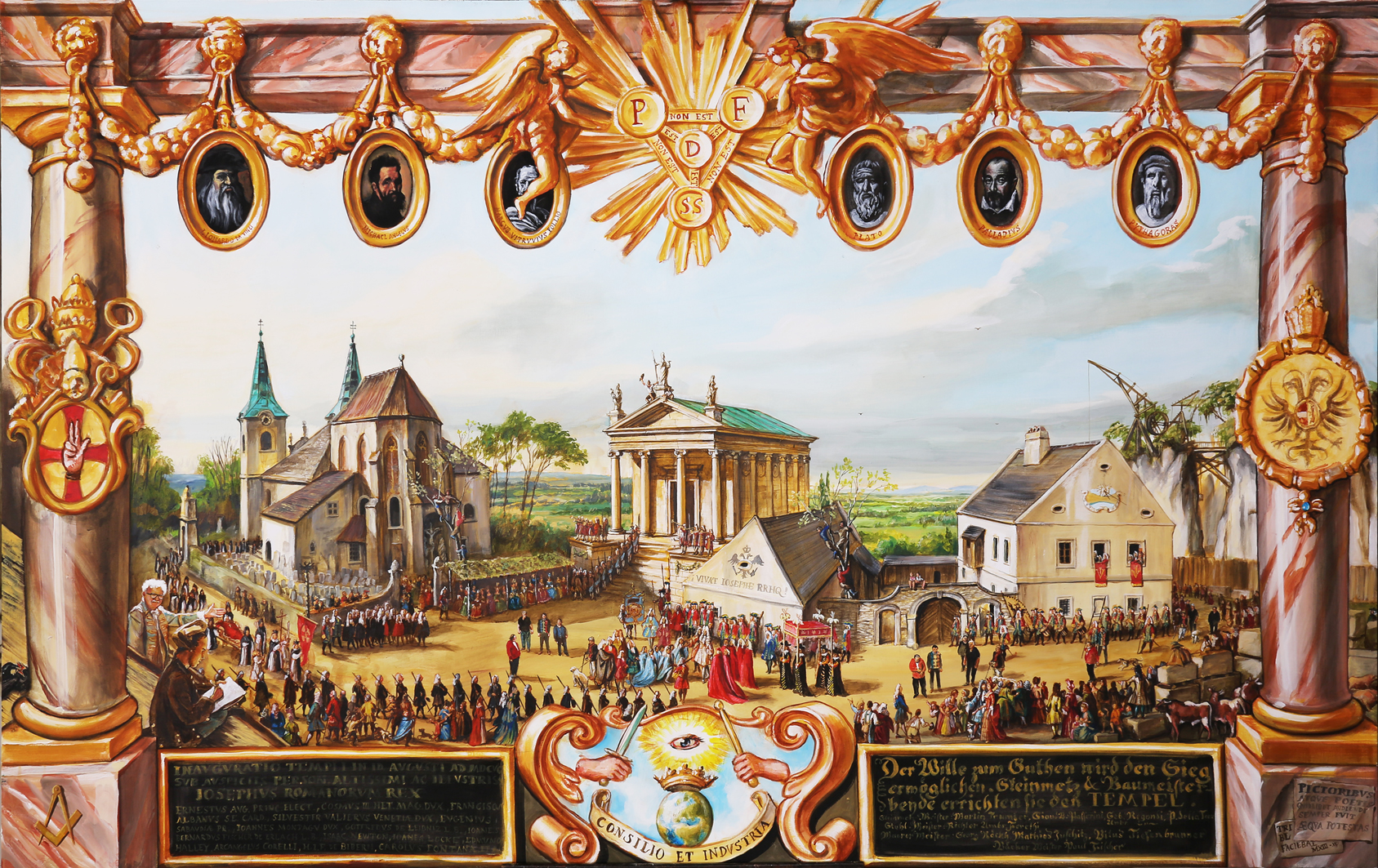
Fundación de la logia masónica en 1695 - Pintura de Stefan Riedl

Se puede ver la plaza de la iglesia de Kaisersteinbruch, a la derecha la casa parroquial, a la izquierda la iglesia con  la capilla encargada por el emperador. El artista ha entrelazado dos niveles temporales, el de las personas del siglo XVII, reconocibles por su vestimenta, y el de las personas del presente (siglo XIX) paseando por la plaza de la iglesia. Algunas personas del pasado tienen gran parecido a las de hoy. Aunque los actores de distintas épocas estén cerca unos de otros, no puede haber contacto.
El pintor Stefan Riedl se ha sentado a pintar a la izquierda; a su izquierda, Helmuth Furch, que salvó del olvido este acontecimiento, señala el templo.

## Carlos VI confirma el estatus de taller, "Viertellade",  del gremio principal a los canteros y sus estatutos
Debido al estallido de la rebelión húngara, con el inicio del Kuruzzenrummel (rebelión kuruc) en 1703, ya no era posible que los maestros y oficiales asistieran a las reuniones del gremio en Wiener Neustadt porque las patrullas de los rebeldes húngaros impedían cualquier desplazamiento. Tras 1711, estalló la peste y, debido al peligro de contagio, la comunicación siguió interrumpida. En 1714, el emperador Carlos VI de Habsburgo autorizó la creación de un taller del gremio de albañiles y canteros en Kaisersteinbruch, subordinado al gremio principal de Wiener Neustadt. El orden gremial incluía el orden de los maestros, así como el orden de los capataces y oficiales.

## María Teresa confirma el privilegio de la salvaguardia o privilegio del Águila Negra y el código de artesanía
En 1743, la reina María Teresa renovó y confirmó a la ocfradía del Kaisersteinbruch el privilegio de alvaguardia, concedido por su padre el emperador Carlos VI en 1712. El documento nombra a los maestros Elias Hügel, Joseph Winkler, Johann Baptist Regondi, Maximilian Trumler, Johann Paul Schilck y Franz Trumler. El 13 de julio de 1747, María Teresa confirmó a los maestros los reglamentos y libertades artesanales en Nuestra cantera imperial y real de Leythaberg.

## Acuartelamiento de las tropas francesas en 1809
La comunidad se vio muy afectada por las tropas enemigas: tuvo que proporcionar alojamiento desde el 17 de julio hasta el 12 de noviembre en sus propias casas y en la posada señorial, tuvo que pagar avena y heno para 53 caballos... "que incluso los hijos de los hijos tendrán que pagar por los más de 29 000 florines". El gobierno exigió que se cancelara el capital vienés de la cofradía para saldar la deuda.
El campamento establecido en Bruck an der Leitha se afanó por expandirse cada vez más a mediados del siglo XIX. Se iba a construir una enorme zona de entrenamiento militar con todas las instalaciones necesarias para la formación de un ejército moderno y poderoso. Por lo tanto, los militares imperiales y reales (k. und k.) procedieron paso a paso a comprar todos los terrenos posibles. También se consideró la propiedad de la abadía de Königshof, pidiendo al monasterio la cesión de terrenos. 
En el parlamento húngaro se había presentado una moción para adquirir el territorio cedido a los monjes de Heiligenkreuz por el rey Emmerich hacía más de 700 años, lo que habría supuesto de facto una expropiación.

## Venta de Kaisersteinbruch al ejército

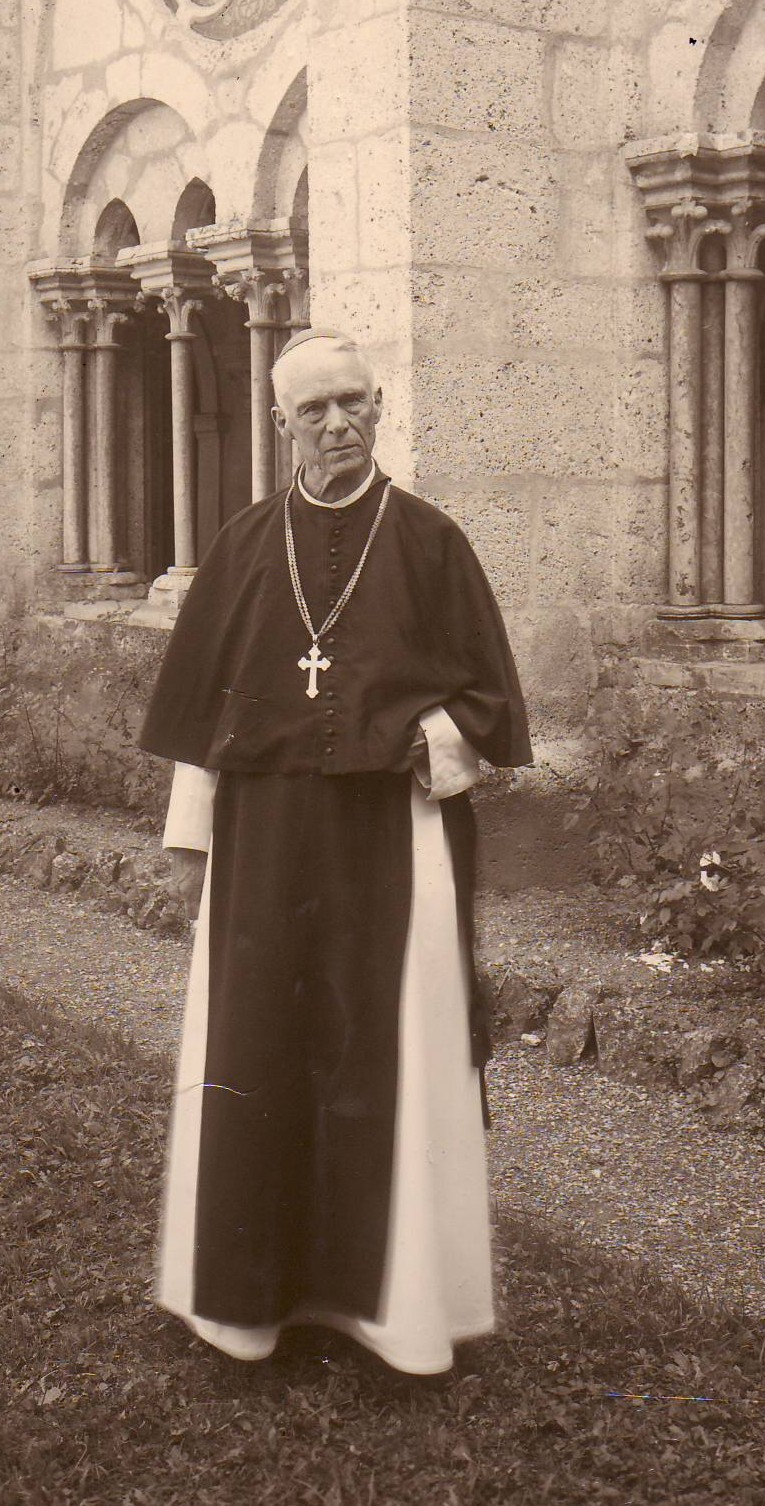
Abad Gregor Pöck

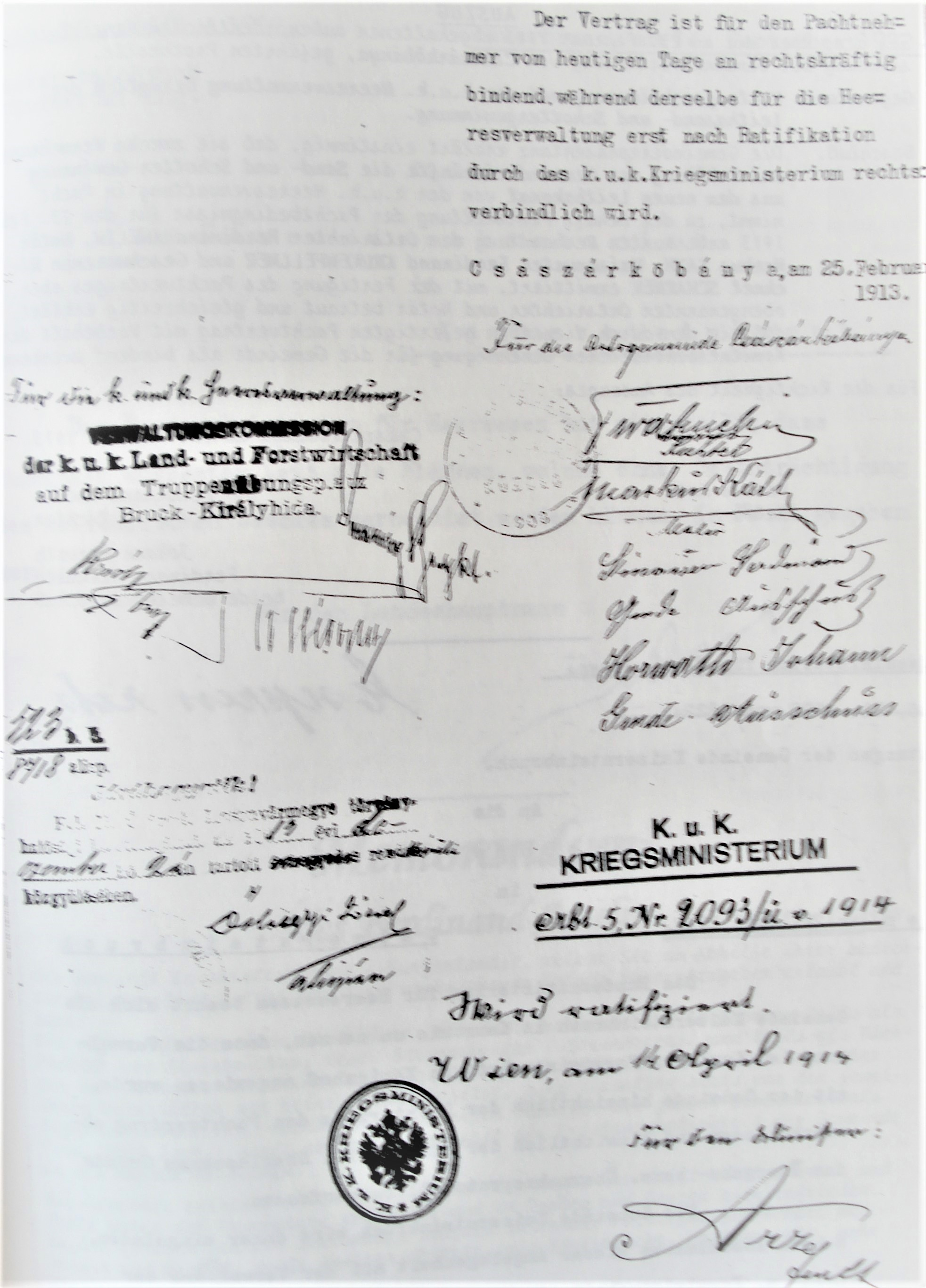
1913/14 contrato entre el municipio y el Ministerio de Guerra austrohúngaro.

El 31 de octubre de 1912 concluyeron las negociaciones de venta en presencia del abad Gregor Pöck; la zona de las canteras se vendió al Ministerio de Guerra imperial y Real. Estas negociaciones se llevaron a cabo sin el conocimiento ni la participación de los habitantes de Kaisersteinbruch.
La abadía de Heiligenkreuz no tenía plena libertad de acción, ya que el estado puede reclamar bienes inmuebles militarmente relevantes. A cambio, el monasterio recibió 3 500 000 coronas y posteriormente adquirió extensas zonas forestales alrededor de Wasserberg, en Estiria. Se cumplieron las demandas de más campos de entrenamiento del campamento de Brucker.
Se firmó un acuerdo de arrendamiento con el nuevo dueño, el Ministerio de Guerra, para la extracción de arena y grava en Leitha por solicitud del alcalde Ferdinand Amelin y de representantes del municipio, entre ellos Ferdinand Krukenfellner, el 25 de febrero de 1913; aprobación del ministro el 14 de abril de 1914.

### Galería de imágenes del desaparecido Kaisersteinbruch[39]
- Archivo:Kaisersteinbruch alt3.JPG

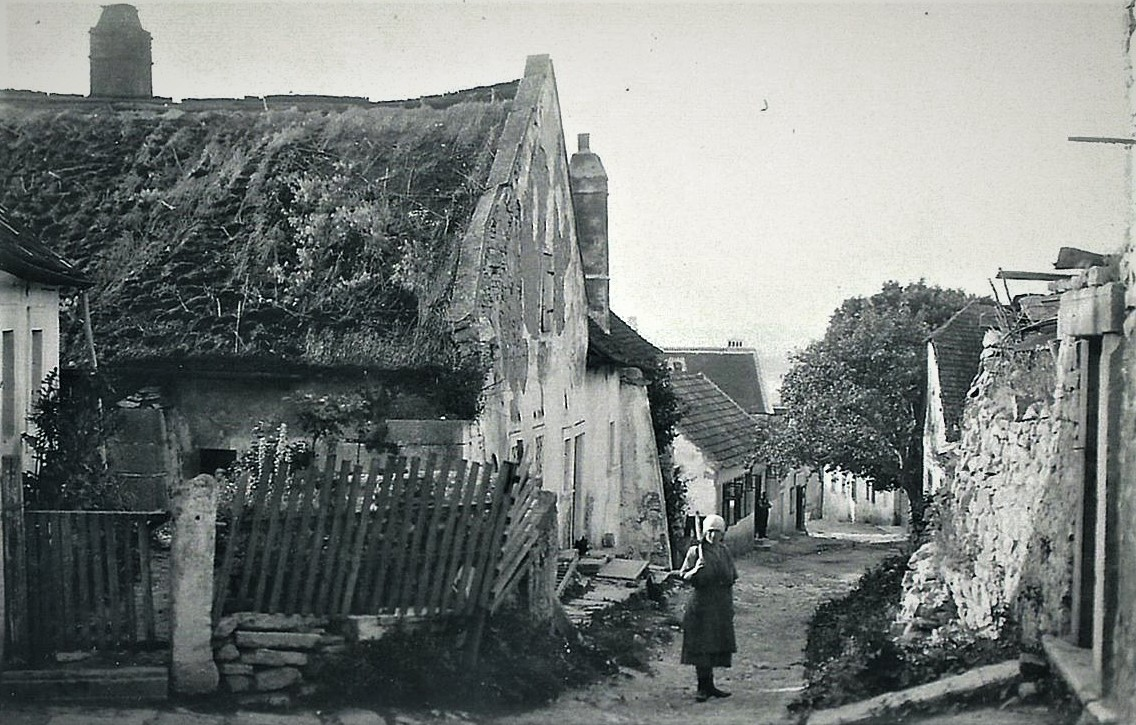
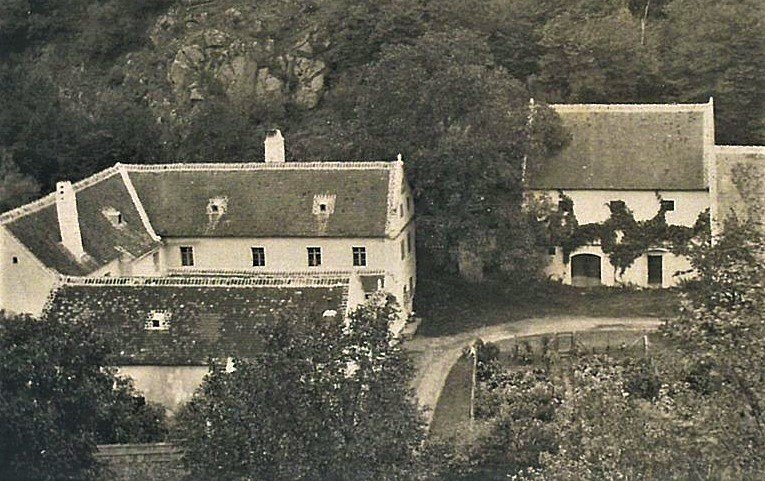
stattliche Häuser
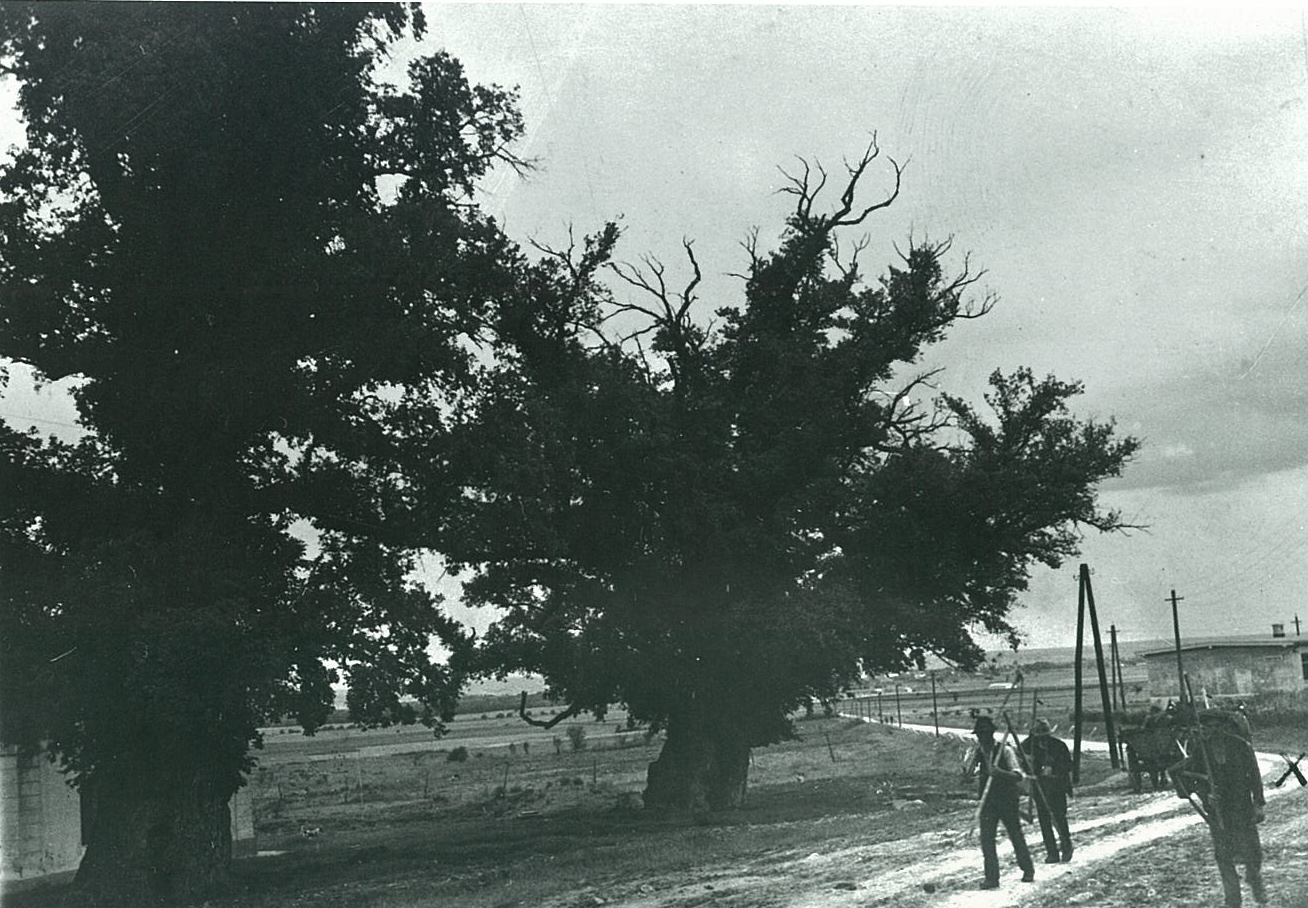
Rustenbäume beim Ortseingang

- Archivo:Kaisersteinbruch alt4.JPG

### Primera Guerra Mundial - campo de prisioneros de guerra
La historia militar de Kaisersteinbruch comenzó durante la Primera Guerra Mundial. Se construyó un campo de prisioneros de guerra a un lado de la carretera en el extremo inferior del pueblo. La empresa constructora vienesa Janisch & Schnell construyó grandes barracones de madera para albergar entre 2000 y 3000 prisioneros de guerra.
Los prisioneros de guerra se utilizaron para hacer grava en el Blauer Bruch; también construyeron una nueva carretera entre Kaisersteinbruch y Winden am See ("Russenstraße", la carretera de los rusos), un teleférico desde el Blauer Bruch hasta el centro del campamento y una vía de tren ligero desde la estación de Wilfleinsdorf hasta el campamento.
Cuando la Monarquía del Danubio se derrumbó, Kaisersteinbruch perteneció inicialmente a Hungría. La frontera pasaba directamente por detrás de la iglesia en dirección al río Leitha. Wilfleinsdorf y Sommerein pertenecían a Austria.

### Población del municipio en 1920
Un año antes de la anexión de Burgenland a Austria, vivían allí 448 alemanes, 310 magiares, 5 croatas y 11 habitantes de otras nacionalidades. De ellos 668 pertenecían a la religión católica, 23 a la protestante confesión de Augsburgo, 50 a la protestante confesión helvética y 7 a la israelita.

### 1934 - Campo de internamiento
En enero de 1934, una parte del campamento militar se convirtió en campo de internamiento para nacionalsocialistas, y el 12 de febrero, se trajeron aquí a miembros de los partidos socialdemócrata y comunista, así como de la Federación Sindical Austriaca que habían sido detenidos en Burgenland.

### Segunda Guerra Mundial - reasentamiento - campo de prisioneros de guerra STALAG XVII A

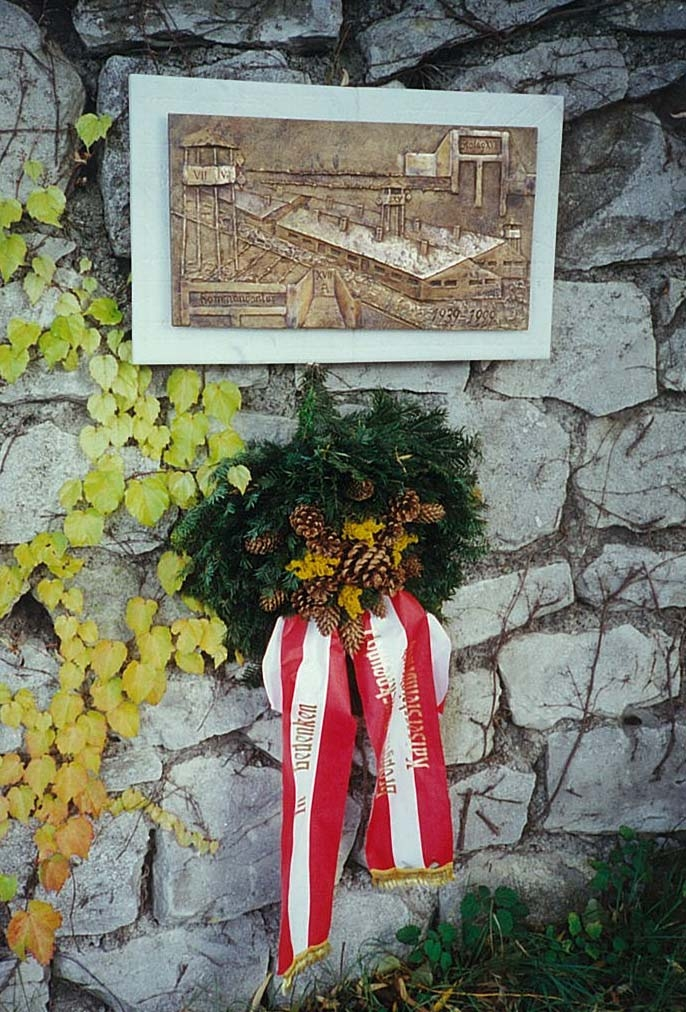
Relieve de bronce STALAG XVII A de Alexandru Ciutureanu, 1939-1999

En 1938, el campo de internamiento Kaisersteinbruch (Campo I) pasó a manos de la Wehrmacht alemana junto con los barracones y posteriormente se amplió. Debido a la necesidad de espacio de la Wehrmacht, la población local tuvo que abandonar sus hogares y fue reubicada para la construcción del campo de prisioneros de guerra Stalag XVII A. Stalag es la abreviatura en alemán para Stammlager, campo de prisioneros de guerra más grandes donde se registraban los prisioneros de guerra y se distribuían a los destacamentos de trabajo. Kaisersteinbruch fue el primer campo de prisioneros de guerra de la región de Ostmark y uno de los primeros campos de todo el Reich. El número máximo de prisioneros fue de 73.583 soldados, 970 oficiales y 220 civiles en febrero de 1941.
Debido a la gran cantidad de prisioneros de guerra muertos desde el invierno de 1941/1942, se construyó un cementerio con fosas comunes a unos cientos de metros del campamento. En el Tratado de Estado austriaco del 15 de mayo de 1955 se menciona a 9.584 soldados soviéticos que murieron en él.

#### Cine en la posada
En el pueblo vecino de Breitenbrunn, la gente recuerda que apenas había opciones de entretenimiento después de la guerra. Sólo en Kaisersteinbruch se proyectaban películas en la posada, por lo que se caminaba hasta allí por "Russenstraße". Por ejemplo se proyectó  " Máscara en azul " con Marika Röck.

## El "nuevo" Kaisersteinbruch
El 7 de marzo de 1951, el Landtag (parlamento del estado federal) de Burgenland, en el Burgenland ocupado por los soviéticos, decidió nuevamente establecer el municipio de Kaisersteinbruch. Josef Wolf, alcalde, escribe en este contexto que "fue muy desconcertante que la administración municipal ni siquiera hubiera sido invitada a esta importante sesión del Landtag". Resulta aún más desconcertante que, tras meses de espera, no se mencionara esta resolución del Landtag en ninguno de los boletines ofiiciales y que el municipio fuera informado por el gobierno del estado de Burgenland. La ley aprobada no se publicó en el boletín oficial del estado federal de Burgenland hasta 1952. 
El juez del registro de la propiedad Spath prestó un gran servicio al municipio de Kaisersteinbruch al dejar en el registro de la propiedad la solicitud del Gauleiter, jefe del "gau (región)" de Niederdonau de anexionar las propiedades del disuelto municipio de Kaisersteinbruch al "Reich alemán" durante años y retrasar la liquidación hasta que terminó la guerra, resolviéndose el asunto por sí mismo. Gracias a este valiente acto, el municipio de Kaisersteinbruch siguió siendo el propietario absoluto de sus propiedades. Así, el municipio pudo ser reconstruido a pesar de la gran resistencia.
Ya en 1956/1957 las barracas del campo fueron utilizadas por muchos miles de refugiados del levantamiento húngaro. La localidad en sí fue destruida en gran parte.

### Lugar de rodaje de algunas películas.
- Las aventuras del soldado Schwejk: algunos pasajes fueron filmados localmente en 1960, entre otros con Heinz Rühmann, dirigida por Axel von Ambesser .[47][48]
- El amor cuelga en la horca: también en 1960, se filmaron algunas escenas con Annie Rosar, dirigida por Edwin Zbonek . Algunos de los lugareños sirvieron como extras.[49]
- La huída de los caballos blancos, 1963 Grabaciones de la naturaleza con los Lipizzaners en la zona de las canteras, con Robert Taylor, Lilli Palmer, Curd Jürgens .
- La historia cobra vida, 23. Febrero de 1991 en ORF 2, telefilme de Hans Rochelt .[50]

### Campamento de barracas en Kaisersteinbruch
"Kaisersteinbruch, una comunidad de 200 habitantes en Burgenland, sigue luchando contra el traslado de 800 solicitantes de refugio rumanos varones a los cuarteles locales, ordenado por el ministro del Interior Franz Löschnak". El 15 de marzo de 1990 se exigió visado a los rumanos. Kaisersteinbruch se convirtió en un símbolo en los medios de comunicación de encierro, de bloqueo de extranjeros... "Muchos esperan de este pequeño lugar lo que nadie más está dispuesto a dar".

## Cultura y lugares de interés

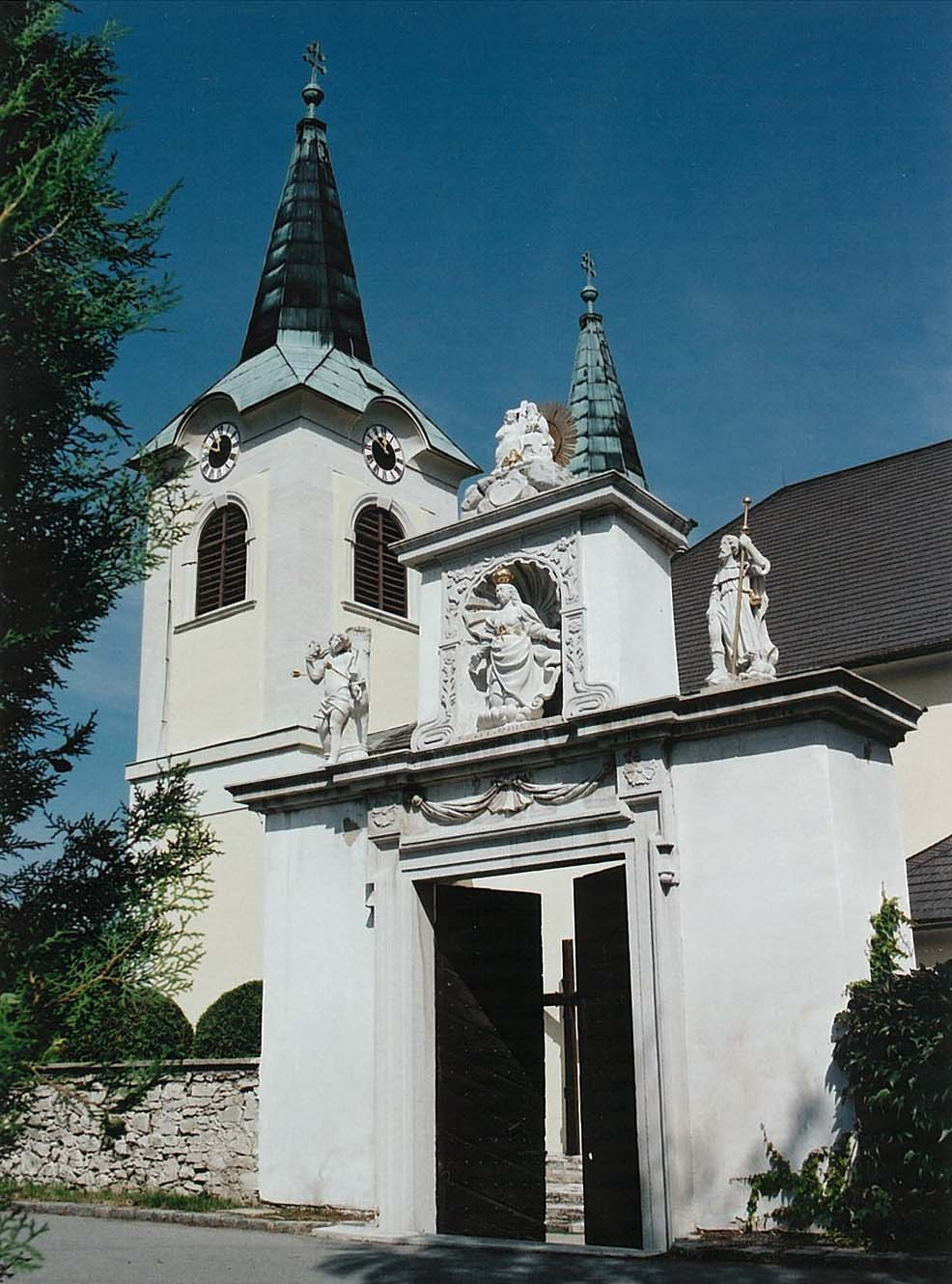
portal del cementerio barroco
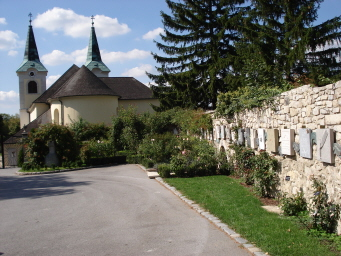
Muro de Europa Kaisersteinbruch
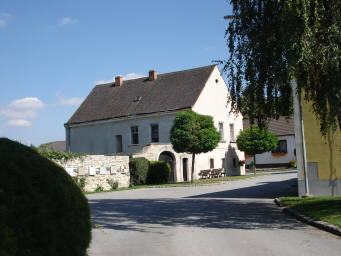
Casa Kaisersteinbruch, antigua vicaría
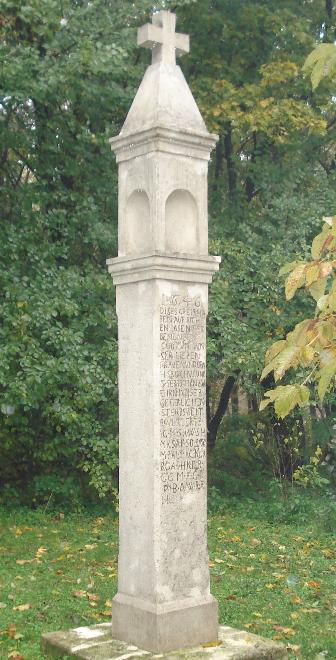
Cruz de la peste 1646 Cleritz
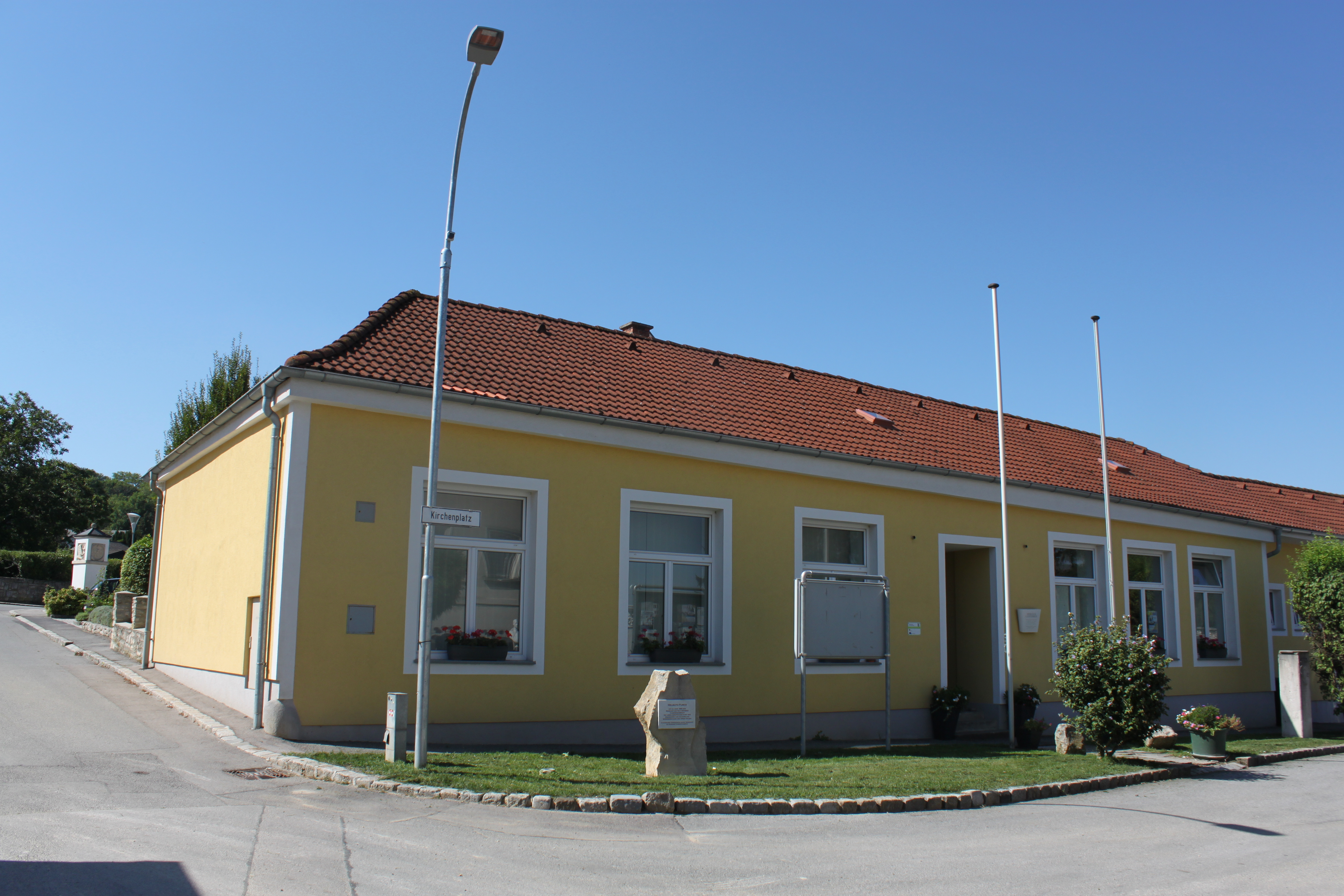
Enfrente: Antigua escuela y Museo
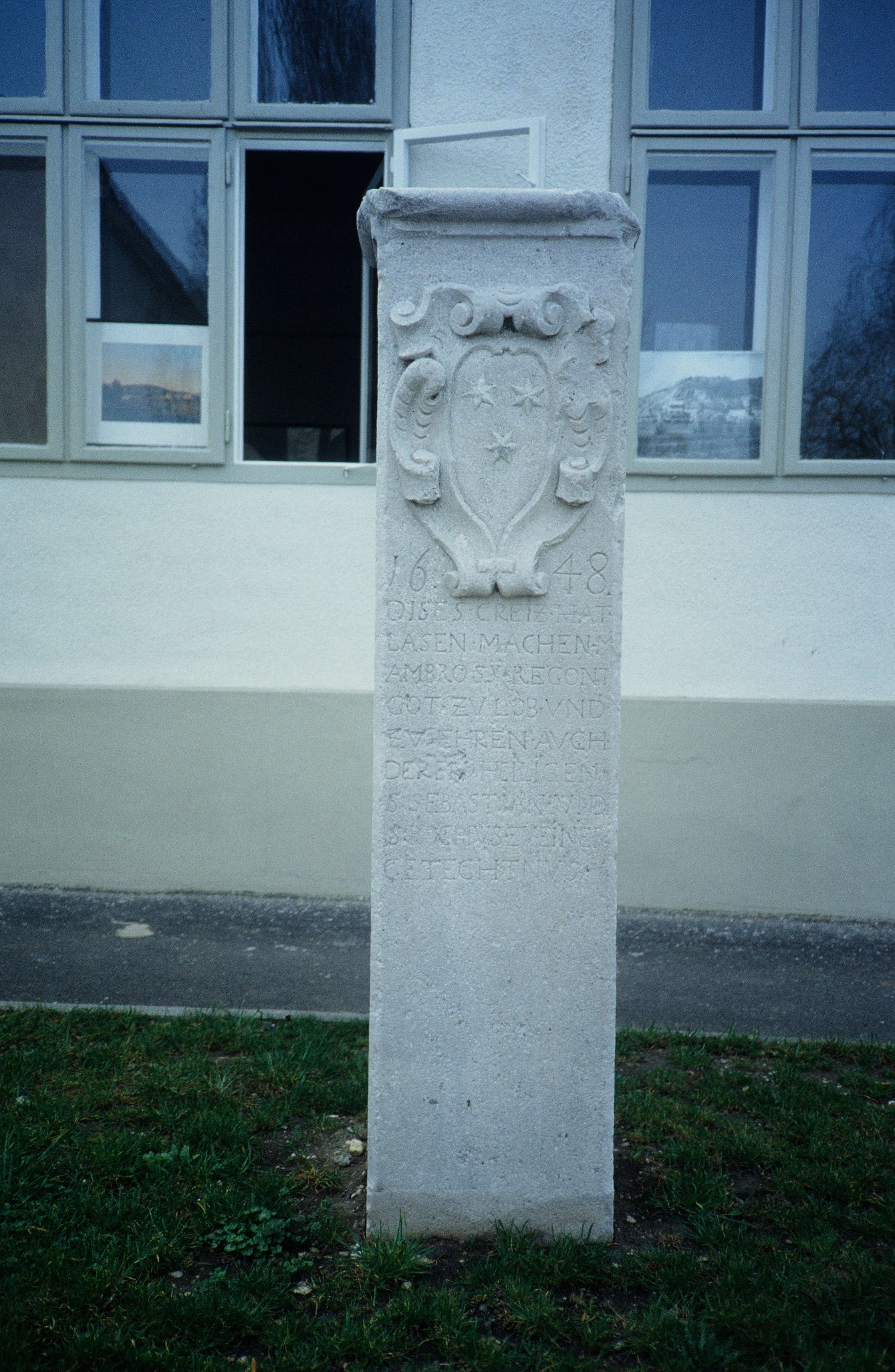
Cruz de la peste 1648 A. Regondi
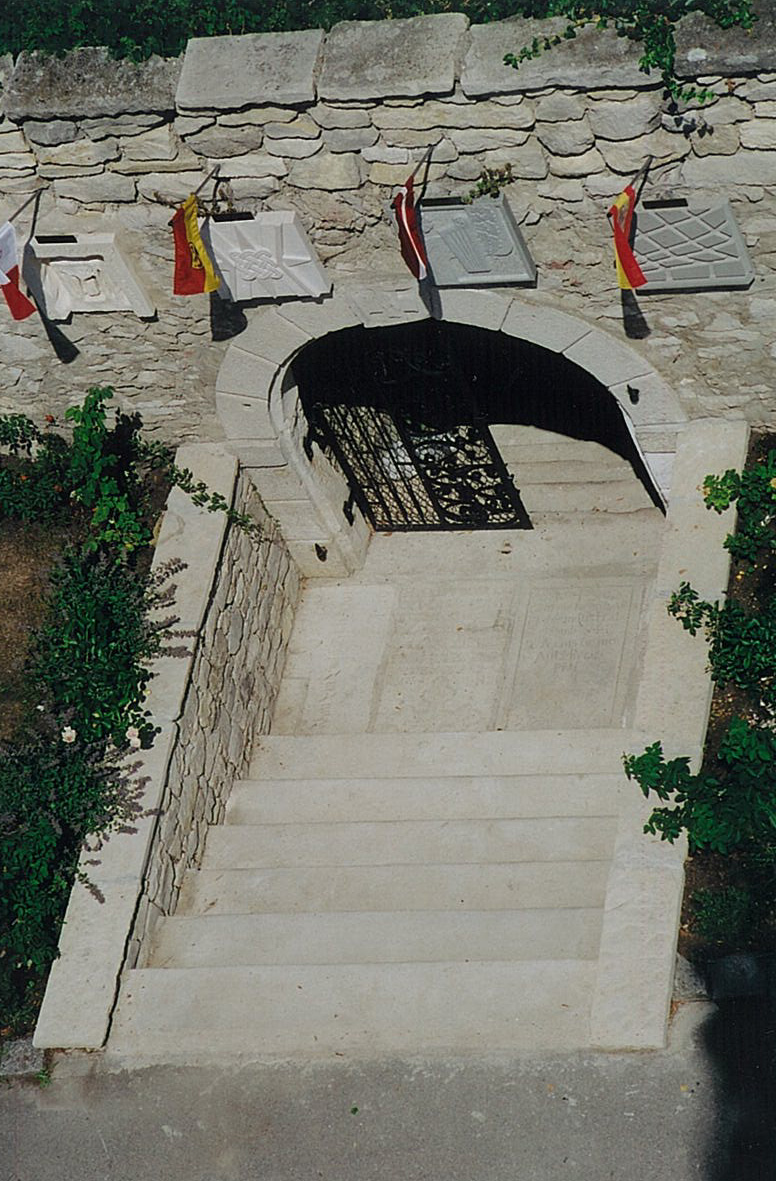
2003 salida de la bodega abovedada
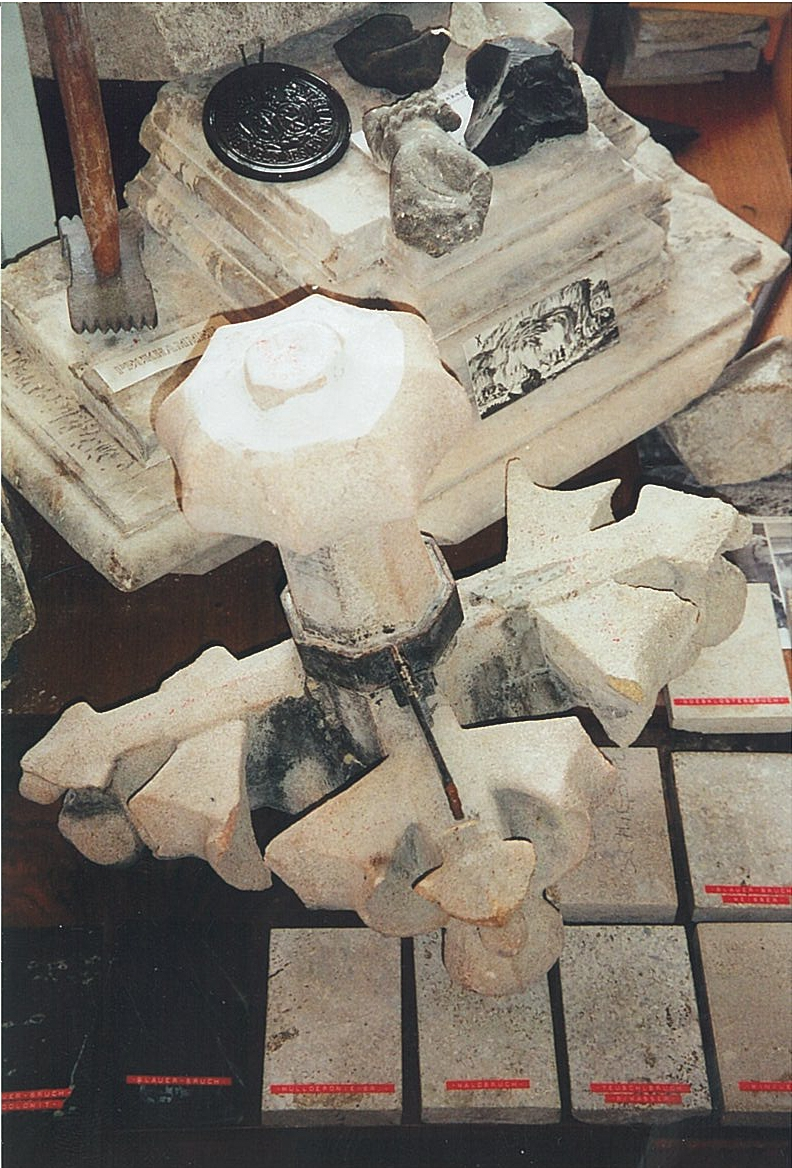
Patrón de piedra en el museo.
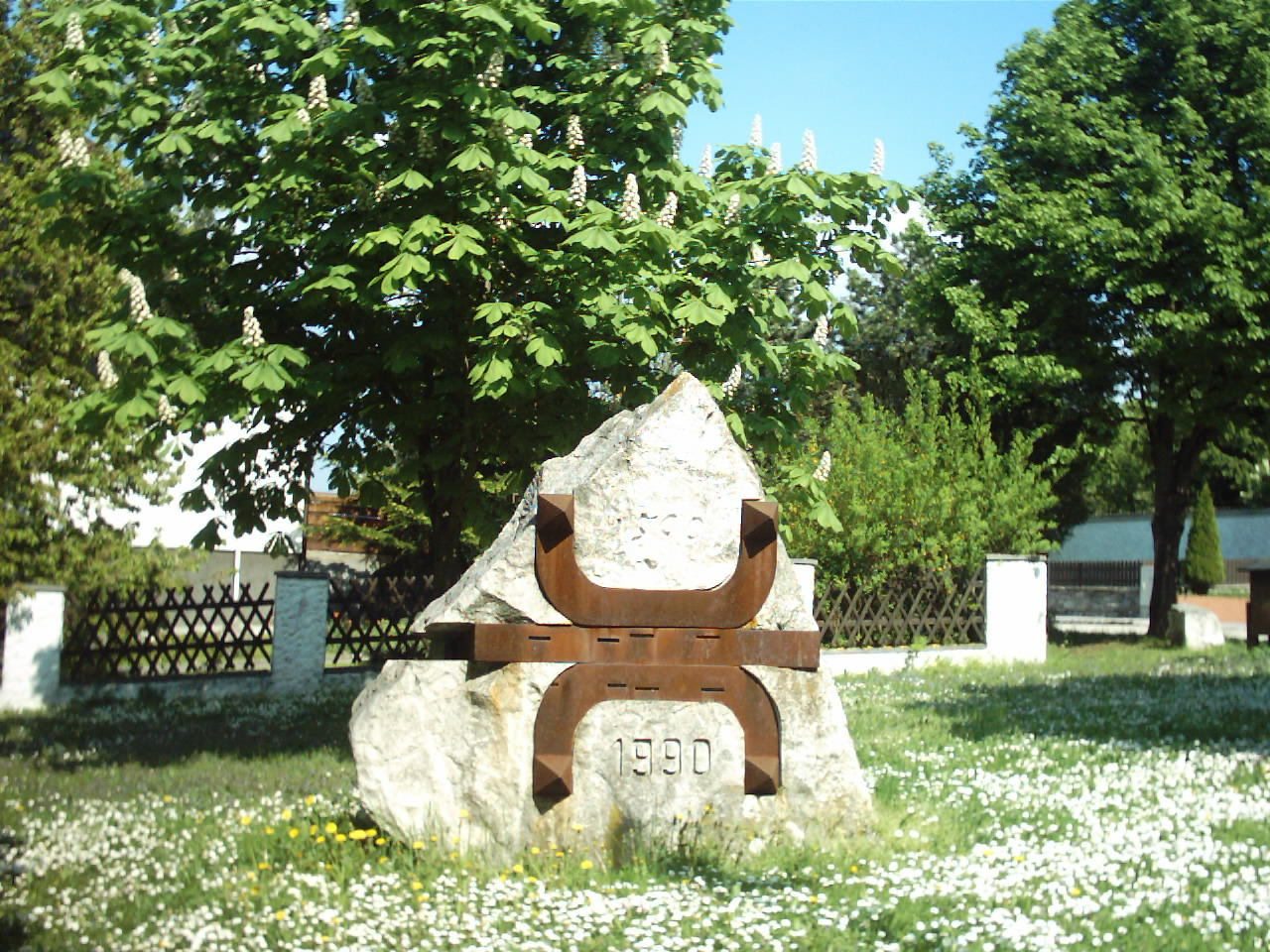
Piedra del simposio austriaco
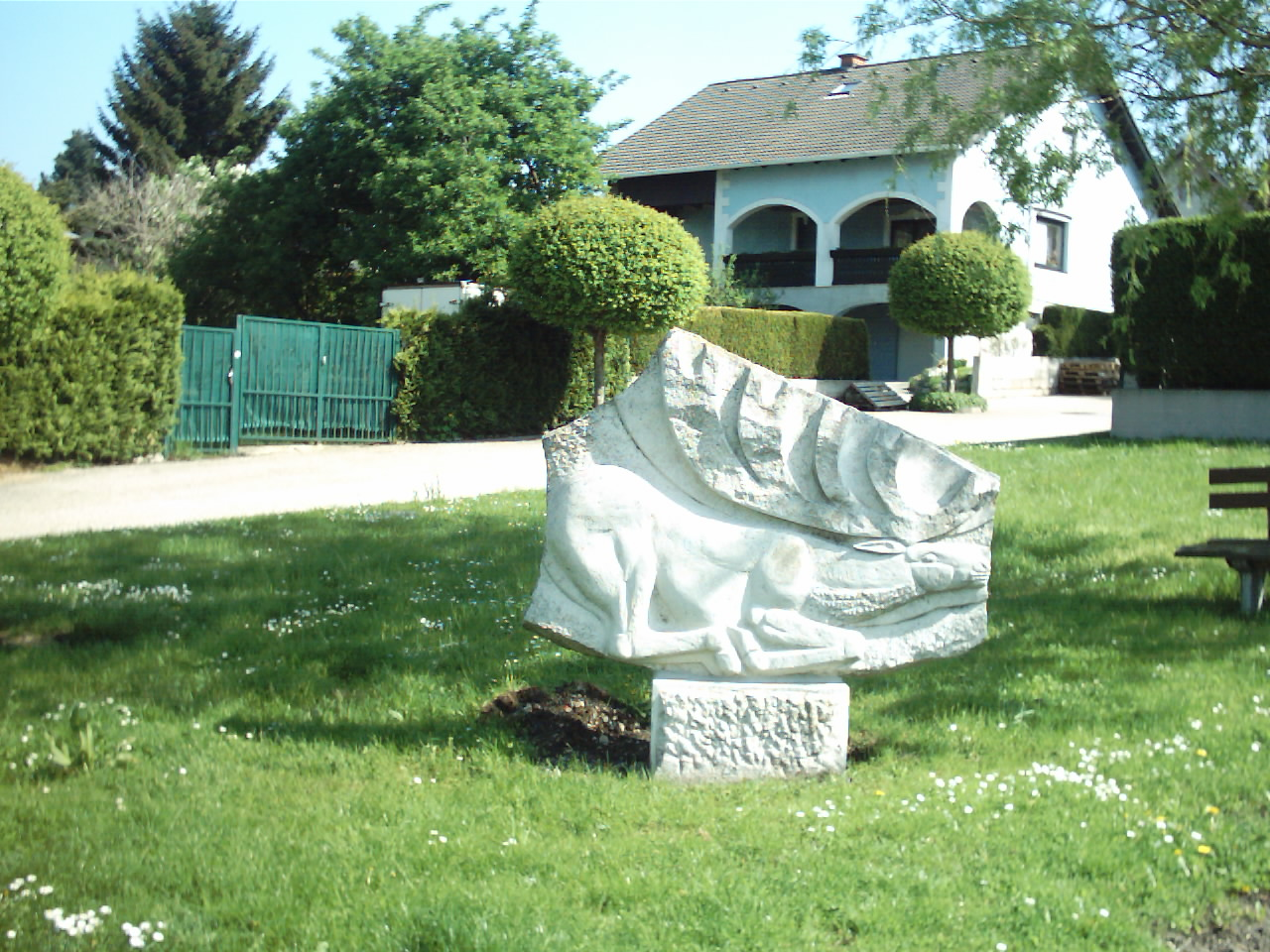
Piedra del simposio húngaro
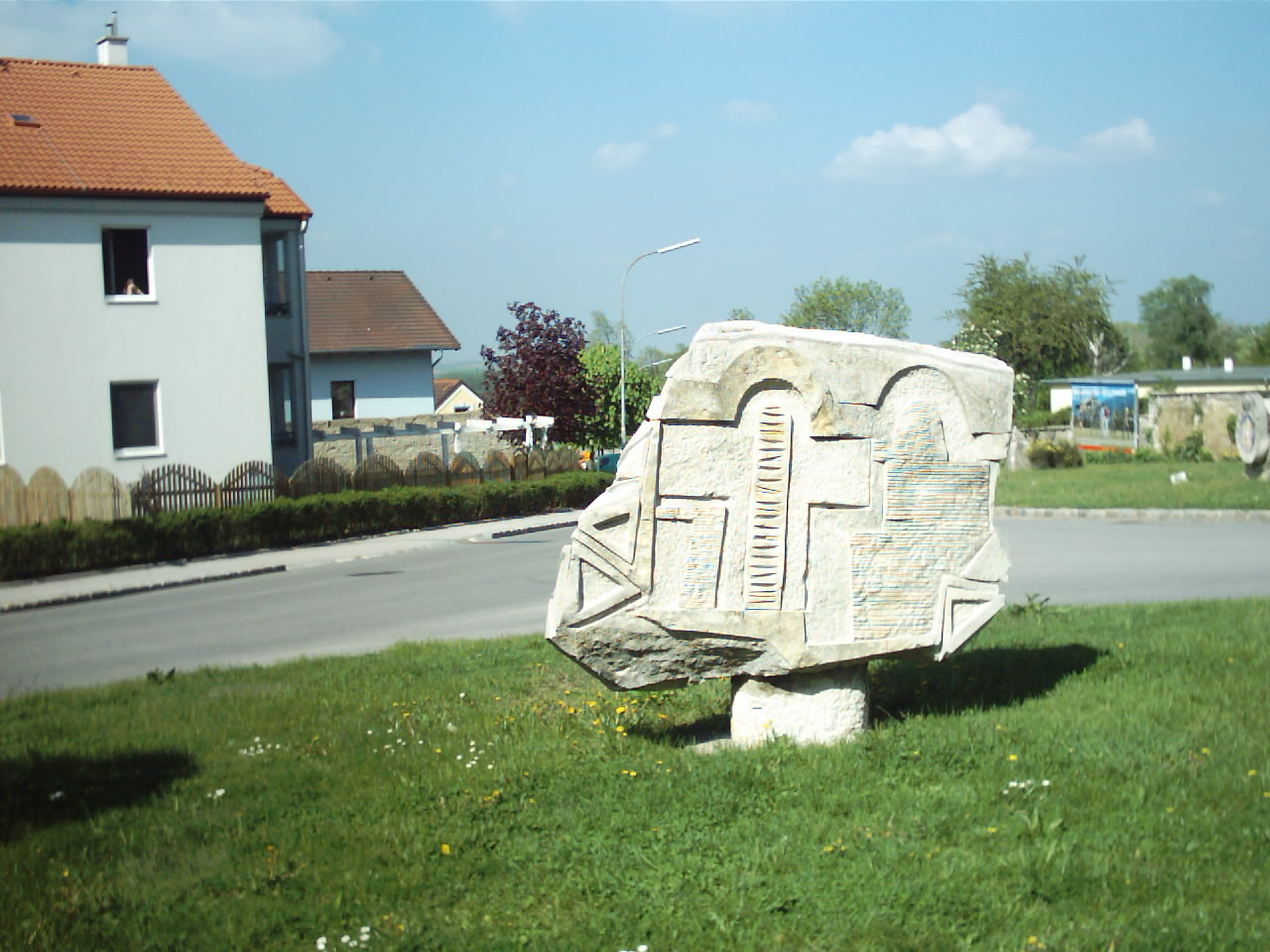
Piedra del simposio rumano

La asociación del Museo y la Cultura de Kaisersteinbruch se había propuesto desde 1990 la tarea de revivir la cultura destruida en el pueblo.
- Iglesia parroquial de Kaisersteinbruch
- Altares de la Iglesia de Kaisersteinbruch
- Cementerio de Kaisersteinbruch
- Museo de cantería de Kaisersteinbruch en la antigua parroquia
- Kuruzzenkreuz, 1646, donada por Paul Cleritz, una cruz de la peste.[53]

- Cruz de la peste, 1648, donante Ambrosius Regondi, con escudo de armas.

- Antigua casa parroquial, residencia en 1649 del primer sacerdote católico local.

- Portal barroco del cementerio, Ambrosius Ferrethi, compuesto de varias partes en la segunda mitad del siglo XVII: María, encima la Trinidad, Sebastián y Rochus en los laterales.

- Columna de honor de Elias Hügel, 1740, dedicada al gran maestro por la Hermandad de Canteros.

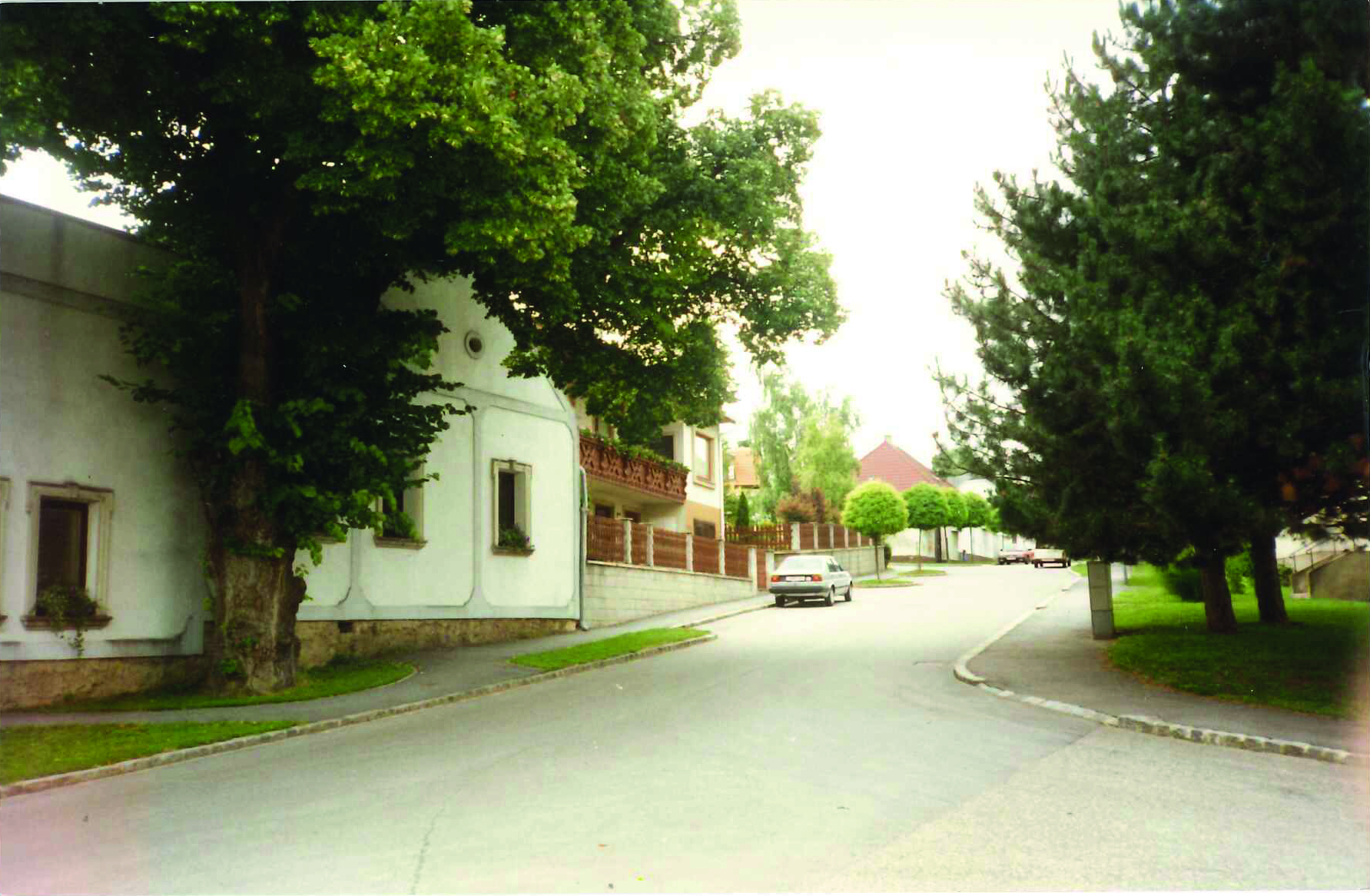
anterior Treinta oficinas de 1708 (izquierda)
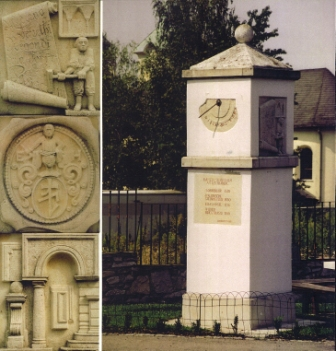
Pilar del reloj de sol 1992
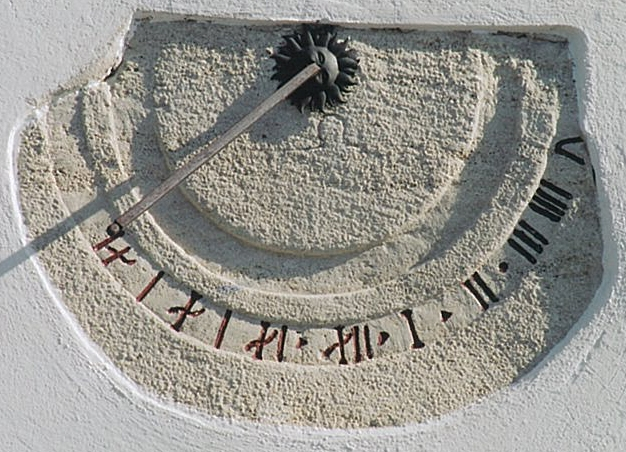
Reloj de sol de piedra de 1590
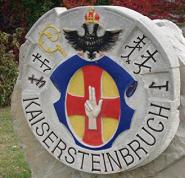
piedra de la ciudad
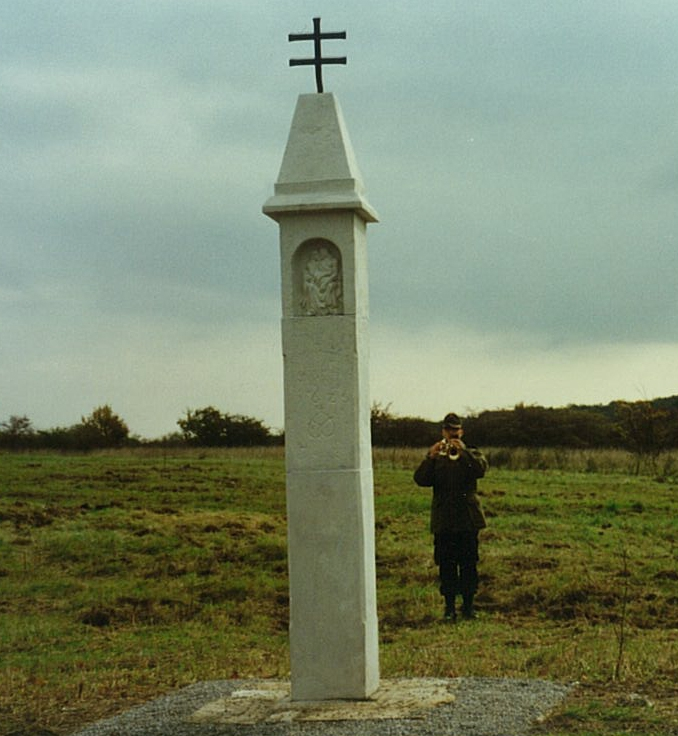
Baker's Cross de 1626
Fuente de Europa en el jardín de rosasFuente de Europa en el jardín de rosas

Kaisersteinbruch und Umgebung um 1883 (Aufnahmeblätter der Landesaufnahme)
Centro de Kaisersteinbruch (arriba a la derecha)
Norte (Königshof abajo a la izquierda)
Sur (centro superior de la cantera del mismo nombre)